# Trận Hà Lan
Trận Hà Lan (tiếng Hà Lan: Slag om Nederland) là một phần trong "Kế hoạch Vàng" (tiếng Đức: Fall Gelb) - cuộc xâm lăng của Đức Quốc xã vào Vùng đất thấp (Bỉ, Luxembourg, Hà Lan) và Pháp trong chiến tranh thế giới thứ hai. Trận chiến bắt đầu từ ngày 10 và kết thúc vào ngày 14 tháng 5 năm 1940 khi quân đội chính quy của Hà Lan ra đầu hàng Đức, và Hà Lan trở thành quốc gia Tây Âu đầu tiên bị quân đội Đức Quốc xã chiếm đóng. Đây là chiến dịch quân sự ngắn và ít thiệt hại nhất đối với Đức nằm trong khuôn khổ trận chiến nước Pháp. Riêng lực lượng của Hà Lan tại tỉnh Zeeland còn tiếp tục kháng cự với quân đội Đức Quốc xã cho đến ngày 17 tháng 5, khi Đức hoàn tất việc chiếm đóng toàn bộ lãnh thổ Hà Lan.
Trận Hà Lan là một trong những trận đánh đầu tiên quân nhảy dù được sử dụng để đánh chiếm các mục tiêu quan trọng trước khi bộ binh tiếp cận mục tiêu. Không quân Đức Quốc xã đã huy động lực lượng lính dù đánh chiếm nhiều sân bay lớn của Hà Lan ở trong và lân cận các thành phố chính như Rotterdam và Den Haag để nhanh chóng kiểm soát toàn bộ quốc gia này và vô hiệu hóa các lực lượng của Hà Lan.
Trận chiến kết thúc ngay sau cuộc oanh tạc Rotterdam của không quân Đức Quốc xã cùng với mối đe doạ sau đó của Đức về việc hủy diệt các thành phố lớn của Hà Lan bằng các đòn ném bom khủng bố huỷ diệt nếu quốc gia này không chịu khuất phục. Bộ Tư lệnh tối cao Hà Lan biết rằng không thể ngăn chặn được các máy bay ném bom của đối phương, đã quyết định đầu hàng để tránh cho các thành phố khác của mình phải chịu số phận tương tự. Đức Quốc xã sau đó đã chiếm đóng Hà Lan, cùng với nước Pháp và các quốc gia Vùng Đất Thấp khác; cho đến khi lãnh thổ Hà Lan được hoàn toàn giải phóng vào tháng 5 năm 1945.

## Bối cảnh
Anh và Pháp đã cùng nhau tuyên chiến với Đức từ sau cuộc xâm lược Ba Lan năm 1939, nhưng suốt thời gian của Cuộc chiến tranh kỳ quặc mùa đông 1939–1940 đã không có hoạt động trên bộ đáng kể nào được triển khai tại Tây Âu, trong lúc này phe Đồng minh tiến hành xây dựng tích lũy lực lượng và chờ đợi một cuộc chiến tranh lâu dài, và nhờ vậy Đức đã có thể hoàn thành cuộc chinh phục tại Ba Lan. Ngày 9 tháng 10 năm 1939 Hitler đã ra lệnh xây dựng một kế hoạch xâm lăng Vùng Đất Thấp, như một phần trong chiến dịch tấn công nước Pháp.
Người Hà Lan không có sự chuẩn bị để đối phó với một cuộc xâm lược như vậy. Khi Hitler lên nắm chính quyền tại Đức, người Hà Lan bắt đầu tái vũ trang, nhưng với tốc độ chậm hơn nhiều so với Pháp và Bỉ; cho đến năm 1936 ngân sách quốc phòng mới dần dần được tăng lên. Các chính phủ nối tiếp nhau của Hà Lan có xu hướng lảng tránh việc công khai xác nhận rằng Đức Quốc xã là một mối đe doạ quân sự nguy hiểm. Điều này một mặt là vì mong muốn không phải đối đầu với một đối tác thương mại quan trọng, ngay cả với vấn đề chỉ trích hạn chế đối với các chính sách Quốc xã; mặt khác là do chủ trương tiết kiệm ngân sách một cách nghiêm ngặt không thể không tiến hành mà các chính phủ bảo thủ của Hà Lan áp dụng trong cố gắng vô vọng nhằm đối phó với cuộc Đại suy thoái mà đang đẩy xã hội Hà Lan vào tình cảnh vô cùng khó khăn. Bản thân Hendrikus Colijn, thủ tướng Hà Lan từ năm 1933 đến năm 1939, đã tin chắc rằng Đức sẽ không vi phạm sự trung lập của Hà Lan; và các viên chức chủ chốt trong chính quyền cũng chưa bao giờ thử làm gì để vận động dư luận quần chúng ủng hộ cho việc tăng cường công tác quốc phòng.

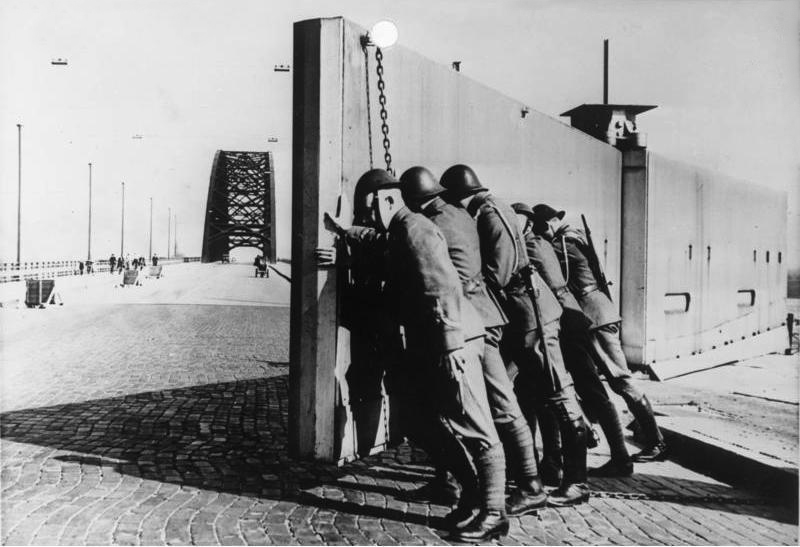
Quân Hà Lan đóng rào chắn cây cầu Nijmegen Waal trong thời gian cuộc khủng hoảng Albania

Tình hình căng thẳng leo thang trong quan hệ quốc tế vào cuối những năm 1930, với những cuộc khủng hoảng chính trị diễn ra khi Đức chiếm đóng Rhineland năm 1936, việc sáp nhập Áo và vùng Sudetenland - vấn đề của năm 1938, cũng như khi Đức chiếm Bohemia, Moravia và Ý chiếm đóng Albania mùa xuân năm 1939, đã buộc chính phủ Hà Lan phải cảnh giác hơn. Thế nhưng họ đã tự giới hạn tối đa phản ứng của mình, và biện pháp quan trọng nhất được thực hiện cũng chỉ là một cuộc động viên hạn chế 100.000 người vào tháng 4 năm 1939.
Sau khi Đức xâm lược Ba Lan tháng 9 năm 1939 và tiếp theo là sự bùng nổ của Chiến tranh thế giới thứ hai, Hà Lan vẫn hy vọng sẽ giữ được sự trung lập mà họ đã từng có được trong chiến tranh thế giới thứ nhất 25 năm về trước. Để đảm bảo cho điều đó, quân đội Hà Lan đã được động viên ngày 24 tháng 8 năm 1939 và bắt đầu cho triển khai công tác phòng thủ. Một khoản ngân sách lớn (khoảng 900 triệu guilder) rốt cục đã được chi cho công tác quốc phòng, nhưng thật khó mà có được trang thiết bị mới trong thời chiến, nhất là khi nguồn hàng này của Hà Lan - chủ yếu nhập từ Đức - hiện tại đang bị cố tình trì hoãn cung cấp. Ngoài ra, một phần đáng kể ngân sách quốc phòng lại được dự định dành cho vùng Đông Ấn thuộc Hà Lan, chủ yếu liên quan đến kế hoạch cho đóng 3 tàu tuần dương thiết giáp mới.
Anh, Pháp đã cố gắng thuyết phục các quốc gia này không nên ngồi yên chờ đợi cuộc tấn công tất yếu sẽ xảy đến của Đức mà hãy liên kết với phe Đồng minh từ trước; như đề xuất của Winston Churchill trong bài diễn văn trên radio ngày 20 tháng 1 năm 1940. Thế nhưng cả Bỉ và Hà Lan đều cự tuyệt, ngay cả khi bản kế hoạch tấn công của Đức rơi vào tay người Bỉ sau vụ một chiếc máy bay Đức gặp tai nạn trong sự cố Mechelen tháng 1 năm 1940.
Người Pháp đã cân nhắc đến việc xâm phạm sự trung lập của các quốc gia Vùng đất thấp nếu như họ không gia nhập phe Đồng minh trước cuộc đại tấn công dự kiến sẽ tiến hành vào mùa hè năm 1941. Sự vi phạm này đã được chỉ rõ: nếu Đức chỉ tấn công Hà Lan - lúc này sẽ đòi hỏi phải có một cuộc tiến quân của phe Đồng minh qua Bỉ - hay ngược lại, nếu Hà Lan cho phép Đức tiến quân vào Bỉ qua phần lãnh thổ phía nam của họ, cả hai khả năng là một phần trong giả thuyết Hà Lan. Chính phủ Hà Lan chưa bao giờ chính thức xây dựng một chính sách nào để đối phó trong trường hợp bất ngờ như vậy; đa số các bộ trưởng đều có xu hướng việc chống lại cuộc tấn công đó, số ít khác cùng với Nữ hoàng Wilhelmina thì từ chối việc trở thành đồng minh với Đức cho dù hoàn cảnh có thế nào đi nữa. Hà Lan đã nhiều lần cố gắng làm trung gian hoà giải giữa Đức và Đồng minh, nhằm đạt tới một thỏa thuận hoà bình bằng thương lượng.
Sau khi Đức xâm lược Đan Mạch và Na Uy mà không tuyên chiến, cùng với cảnh báo của Tùy viên Hải quân Nhật Bản mới là Đại tá Tadashi Meada rằng cuộc tấn công của Đức là tất yếu, giới quân sự Hà Lan thấy rõ rằng đứng ngoài cuộc xung đột là điều không tưởng và họ bắt đầu chuẩn bị nghiêm túc cho chiến tranh, cả về tinh thần và vật chất. Quân đội biên phòng Hà Lan được đặt trong tình trạng báo động cao. Những tin tức về hoạt động của bọn phản quốc tại Scandinavia đã làm lây lan mối lo ngại rằng cả Hà Lan cũng sẽ bị bọn tay chân Đức xâm nhập nhờ sự giúp đỡ của những kẻ phản bội. Nhiều biện pháp đối phó được tiến hành nhằm đề phòng khả năng bị tấn công tại các sân bay và bến cảng. Ngày 19 tháng 4 tình trạng khẩn cấp được ban hành. Thế nhưng, những hoạt động gián điệp của Đức vẫn phát triển mạnh mẽ và có hiệu quả tại Hà Lan. Có thể chỉ ra ví dụ, viên chỉ huy sư đoàn bộ binh số 207 của Đức đã nắm trong tay một bản đồ chi tiết về các bãi mìn, sở chỉ huy, các công sự và những khu ngập nước thuộc vùng đồi Grebbeberg, một bộ phận quan trọng trong tuyến phòng thủ Grebbe của Hà Lan, hay viên tư lệnh Đức trong trận Hague cũng có những tấm bản đồ hoàn hảo về thành phố này, kể cả vị trí của hoàng gia và các chốt phòng thủ trọng yếu. Nhiều tên gián điệp, trong đó có đại uý Kriebel, ngày 23 tháng 2 năm 1940 đã đến Den Haag bằng đường xe lửa, ô tô, và từ đây bắt đầu nghiên cứu vùng đồi Grebbeberg. Thiếu tá Mantey và thiếu tướng Zickwolf, tư lệnh sư đoàn bộ binh số 227 của Đức, cũng là những 'vị khách' đầu tiên tới Hà Lan. Người Đức đã khảo sát tỉ mỉ đồi Grebbeberg từ những pháo đài có tầm nhìn lý tưởng trong vườn thú Ouwehands tại Rhenen. Điều này một phần là do quyết định của thủ tướng Dirk Jan de Geer, khi ông ta thấy rằng ý nghĩa kinh tế của việc mở cửa các pháo đài này quan trọng hơn nguy cơ đối với an ninh quốc gia. Tại các nơi khác cũng để cho yếu tố kinh tế quyết định, và kết quả là đề án triệt hạ cây cối nhằm phục vụ cho công tác phòng thủ tại đồi Grebbeberg và nhiều vị trí khác đã bị bác bỏ do tầm quan trọng của chúng đối với tầng lớp nông dân.
Thế nhưng hầu hết dân chúng vẫn nuôi ảo tưởng rằng đất nước mình sẽ được an toàn, quan điểm này sau chiến tranh đã bị mô tả như một sự phủ nhận mù quáng. Người Hà Lan hy vọng rằng chính sách kìm chế của phe Hiệp ước và Liên minh Trung tâm trong chiến tranh thế giới thứ nhất sẽ được lặp lại và đã cố gắng để tránh thu hút sự chú ý của các cường quốc cũng như né tránh một cuộc chiến tranh mà họ lo ngại rằng sẽ đem đến tổn thất về nhân mạng không kém gì lần xung đột thế giới trước đó. Ngày 10 tháng 4, Anh và Pháp đã lặp lại lời đề nghị Hà Lan tham gia cuộc chiến về phe Đồng minh và một lần nữa gặp phải sự cự tuyệt.

## Lý do chiến lược của cuộc tấn công
Vị trí chiến lược của Vùng đất thấp, nằm giữa Pháp và Đức và tiếp giáp với cánh sườn trống trải không được bao bọc thuộc tuyến phòng thủ của họ, đã khiến nơi này trở thành tuyến đường tiến công lý tưởng từ cả hai phía. Trong Chiến tranh thế giới thứ nhất người Đức đã cho triển khai kế hoạch Schlieffen, bao gồm một mũi tấn công xuyên qua nước Bỉ để tràn vào Pháp. Kế hoạch này đã bị phá sản do nhiều nguyên nhân. Các nhà sử học quân sự có nhiều quan điểm khác nhau về vấn đề này. Một số người cho rằng kế hoạch đó là quá tham vọng, số khác tin là quân đội Đức trong Chiến tranh thế giới thứ nhất có đủ khả năng tiến hành một kế hoạch như vậy. Riêng Hitler tin rằng một trong những nguyên nhân là do tuyến đường tiến công bị giới hạn trong lãnh thổ Bỉ như một nút cổ chai. Vì thế, ông ta quyết định rằng cuộc tấn công của Đức nhất thiết phải đi qua khu vực phía nam của Hà Lan tại Limburg. Như vậy là cần phải vi phạm tính trung lập của Hà Lan và sau đó là chiếm đóng toàn bộ nước này. Người Đức đã bỏ qua những tác động sẽ gây ra bên ngoài châu Âu: vùng Đông Ấn thuộc Hà Lan vẫn đang là một nguồn cung cấp dầu chính cho Nhật Bản trong cuộc chiến chống lại Trung Quốc. (Mà sau đó đã cùng với Anh và Mỹ tiến hành phong tỏa dầu mỏ đối với Nhật và góp phần dẫn đến cuộc tấn công Trân Châu Cảng cũng như việc người Nhật chinh phục Đông Ấn thuộc Hà Lan)
Trong bức tranh tổng thể của cuộc tấn công vào nước Pháp, chiến dịch tại Hà Lan chỉ là một hoạt động mang tính phụ trợ. Lý do duy nhất để Đức nghiêm túc huy động một đội quân khá lớn chống lại Hà Lan trong chiến dịch này là nó sẽ giúp ngăn ngừa khả năng đe dọa của Đồng minh đối với vùng Ruhr, khu công nghiệp quan trọng sống còn của nước Đức. Ngoài ra, Không quân Đức sẽ có thể sử dụng các sân bay trên lãnh thổ Hà Lan làm căn cứ để ném bom lãnh thổ Anh quốc.

## Thực trạng quân sự của Hà Lan trước chiến tranh

### Lực lượng và trang thiết bị
Hà Lan có đủ mọi điều kiện khách quan đáp ứng khả năng kháng chiến thắng lợi: dân số đông, giàu có, trẻ, có kỷ luật và được giáo dục tốt; địa hình thuận lợi cho phòng thủ cùng với một nền kỹ thuật công nghiệp mạnh, bao gồm cả công nghiệp quân sự. Thế nhưng, những thuận lợi đó đã không được tận dụng tốt: trước Quân đội Đức Quốc xã lúc này vẫn chưa hoàn thành trang bị và huấn luyện, Quân đội Hà Lan vẫn như chàng tí hon David trước gã khổng lồ Goliath. Giai thoại về ưu thế trang bị nói chung của Đức so với quân đội đối phương trong trận chiến nước Pháp chỉ đúng với trường hợp Trận Hà Lan. Trong khi Quân đội Đức trang bị hiện đại với số lớn xe tăng và máy bay ném bom bổ nhào (như loại Junkers Ju 87 - Stuka) thì lực lượng thiết giáp của Quân đội Hà Lan chỉ vỏn vẹn có 39 xe thiết giáp và 5 xe tankette, còn Không quân Hà Lan được trang bị đa số bằng máy bay hai tầng cánh. Thái độ sợ chiến tranh của chính phủ Hà Lan khiến cho các lực lượng vũ trang của đất nước ở tình trạng lạc hậu về trang bị, y như ở thời kỳ chiến tranh thế giới thứ nhất, thậm chí không thích đáng so với tiêu chuẩn của năm 1918. Trong thập niên 20, cuộc suy thoái kinh tế 1920 - 1927 và tình hình quan hệ quốc tế ổn định khiến ngân sách quốc phòng co nhỏ lại với khoảng 1.5 triệu guilder được chi cho mua sắm mới trang thiết bị quân sự. Trong các năm 1931 và 1933 chính sách thắt chặt ngân sách rốt cuộc thất bại đơn giản vì không còn gì để thắt nữa, mà ngược lại cần gấp rút nới rộng chi tiêu Nhưng cũng phải chờ đến tài khóa 1936 thì khoản chi đặc biệt 53.4 triệu guilder cho công tác quốc phòng mới được thông qua.

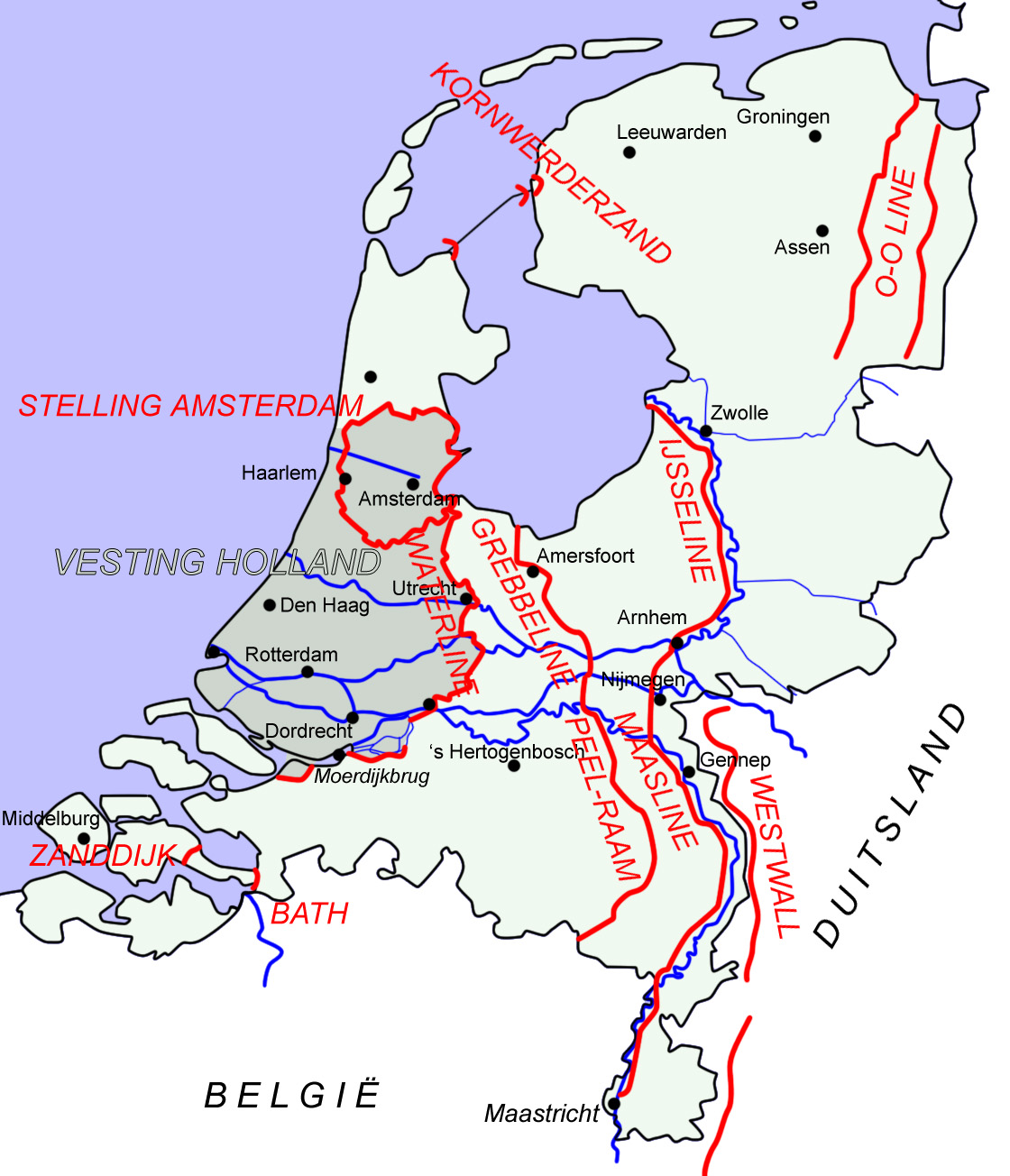
Tuyến phòng thủ của Hà Lan

Do nguồn nhân lực đã qua huấn luyện quân sự đã thiếu lại không có một tổ chức chuyên nghiệp đủ lớn, kèm theo đó là thiếu nguồn dự trữ vật chất, nên người Hà Lan không thể phát triển nhanh chóng lực lượng của mình. Số pháo lớn chỉ có vừa đủ để trang bị cho các đơn vị lớn: 8 sư đoàn bộ binh (tổ chức thành 4 quân đoàn), 1 sư đoàn khinh binh (cơ giới) và 2 lữ đoàn độc lập A và B, mỗi lữ đoàn có quy mô bằng nửa sư đoàn hoặc 5 tiểu đoàn. Tất cả các đơn vị bộ binh chiến đấu khác được biên chế thành các tiểu đoàn bộ binh nhẹ phân tán trên toàn lãnh thổ để làm nhiệm vụ trì hoãn đối phương tiến quân. Hệ thống phòng ngự kiên cố có khoảng hai nghìn công sự ngầm bằng bê tông, nhưng chỉ bố trí đơn tuyến, thiếu chiều sâu. Không có những pháo đài hiện đại lớn giống như pháo đài Eben-Emael của Bỉ; hệ thống công sự hiện đại duy nhất nằm tại khu Kornwerderzand bảo vệ tuyến đường Afsluitdijk. Tổng cộng quân lực Hà Lan tương đương 48 trung đoàn và 22 tiểu đoàn bộ binh, chỉ đủ để phòng thủ những đoạn biên giới quan yếu. Trong khi đó, nước Bỉ tuy có dân số ít hơn và độ tuổi nam giới già hơn nhưng đã xây dựng được 22 sư đoàn đầy đủ và khoảng 30 đơn vị nhỏ khác.
Từ tháng 9 năm 1939 Hà Lan cố gắng một cách tuyệt vọng để cải thiện tình hình, nhưng đạt được rất ít kết quả. Người Đức, với những lý do quá rõ ràng, đã cố tình trì hoãn việc cung cấp hàng hóa; người Pháp thì lưỡng lự với việc trang bị cho một đội quân không tỏ rõ lập trường, còn một nguồn vũ khí phong phú sẵn có khác là Liên Xô thì lại không thể tiếp cận vì Hà Lan, không như hầu hết các quốc gia khác, đã không chịu công nhận chế độ cộng sản. Một nỗ lực trong năm 1940 nhằm thu mua nguồn thiết giáp của Liên Xô mà Phần Lan chiếm được cũng đã bị thất bại.
Cho đến ngày 10 tháng 5 năm 1940 sự yếu kém rõ rệt của quân đội Hà Lan đã được phản ánh trong sự thiếu hụt lực lượng thiết giáp. Trái với các nước tham chiến khác đều đã có một lực lượng thiết giáp đáng kể, Hà Lan đã không thể đạt đến con số tối thiểu 146 xe tăng hiện đại (110 chiếc hạng nhẹ, 36 chiếc hạng trung) mà họ đã xác định là cần thiết từ năm 1937. Một chiếc xe tăng Renault FT 17 duy nhất, với một người lái đã qua huấn luyện nhưng cũng chỉ mới tham gia một công tác duy nhất trong bài kiểm tra chống tăng-chướng ngại vật, là chiếc duy nhất còn lại thuộc loại này và không còn được sử dụng trong năm 1940. Có 2 đội xe thiết giáp, mỗi đội có một tá xe Landsverk M36 hoặc M38; một tá xe DAF M39 khác đang trong quá trình đưa vào hoạt động, một số vẫn chưa được trang bị những vũ khí chủ yếu. Cộng thêm một trung đội 5 xe tankette loại Carden-Loyd Mark VI được lực lượng pháo binh sử dụng, đó là tất cả lực lượng thiết giáp của quân đội Hà Lan.
Lực lượng pháo binh hiện có của Hà Lan gồm tổng cộng 676 pháo lựu và pháo dã chiến: 310 khẩu pháo dã chiến Krupp 75 li; 52 khẩu lựu pháo Bofors 105 li, đây là bộ phận pháo binh hiện đại duy nhất; 144 đại bác Krupp 125 li đã lỗi thời; 40 pháo lựu hạng nặng (sFH13) 150 li; 72 khẩu pháo lựu Krupp 150 li L/24 và 28 pháo lựu Vickers 152 li L/15. Có 386 đại bác chống tăng Böhler 47 li L/39 được sử dụng, đó là loại vũ khí có hiệu quả nhưng quá ít về số lượng, chỉ đạt được 1/3 dự kiến; 300 khẩu pháo dã chiến kiểu cũ loại 6 Veld (57 li) và 8 Staal (84 li) cũng tham gia lực lượng phòng thủ. Chỉ có 8 trong số 120 khẩu pháo hiện đại 105 li đặt hàng tại Đức được chuyển giao vào thời gian cuộc xâm lăng. Hầu hết pháo binh phải dùng sức ngựa kéo.
Bộ binh Hà Lan có trong tay khoảng 2.200 súng máy Schwarzlose M.08 7.92 li và 800 súng máy loại Vickers. Nhiều khẩu trong số này bố trí tại các công sự; mỗi tiểu đoàn được trang bị một bộ súng máy hạng nặng 12 khẩu. Các đội bộ binh Hà Lan được trang bị cùng một súng máy hạng nhẹ, loại súng M20 Lewis với khoảng 8.000 khẩu được sử dụng. Loại vũ khí này cồng kềnh và không thuận lợi cho việc tấn công. Hầu hết lính bộ binh Hà Lan đều trang bị loại súng trường Dutch Mannlicher, một biến thể của loại súng Steyr-Mannlicher M1895, vũ khí này đã được quân đội Hà Lan sử dụng hơn 40 năm và rõ ràng đã lỗi thời, nhưng họ không có đủ tiền để thay thế nó. Ngoài ra còn có 6 súng cối 80 li cho mỗi trung đoàn. Sự thiếu hụt hỏa lực trong các đơn vị cấp thấp đã làm suy yếu năng lực chiến đấu của bộ binh Hà Lan.
Không lực Hà Lan không được biên chế thành một binh chủng độc lập mà là bộ phận của Lục quân, vào thời điểm ngày 10 tháng 5 tổ chức thành một phi đội 155 máy bay: 28 máy bay tiêm kích Fokker G.I hai động cơ; 31 máy bay tiêm kích Fokker D.XXI và 7 máy bay tiêm kích Fokker D.XVII; 10 chiếc Fokker T.V hai động cơ, 15 máy bay ném bom hạng nhẹ Fokker C.X và 35 máy bay ném bom hạng nhẹ Fokker C.V, 12 máy bay ném bom bổ nhào Douglas DB-8 (được sử dụng như tiêm kích) cùng 17 máy bay trinh sát Koolhoven FK-51 — vậy là có 74 trong tổng số 155 máy bay là loại hai tầng cánh. Trong số này có 125 chiếc còn đang hoạt động. Trong số còn lại thì trường không quân có sử dụng 3 chiếc Fokker D.XXI, 6 chiếc Fokker D.XVII, 1 chiếc Fokker G.I, 1 chiếc Fokker T-V và 7 chiếc Fokker C.V, cùng nhiều máy bay huấn luyện. Thêm 40 máy bay khác còn đang hoạt động phục vụ trong Bộ phận Không lực Thủy quân Lục chiến, và một số lượng tương đương máy bay huấn luyện và dự bị. Tiềm năng sản xuất của nền công nghiệp máy bay quân sự Hà Lan, với các hãng sản xuất Fokker và Koolhoven, đã không được tận dụng tối đa do những giới hạn về ngân sách.
Mặc dù Hà Lan là trụ sở của công ty Philips, một trong những nhà sản xuất thiết bị vô tuyến lớn nhất châu Âu, nhưng hầu hết quân đội Hà Lan lại chỉ sử dụng đường liên lạc điện thoại, chỉ có pháo binh được trang bị với con số khiêm tốn 225 bộ máy radio.

### Trình độ huấn luyện và tính chiến đấu
Quân đội Hà Lan không chỉ có trang thiết bị nghèo nàn; mà còn được huấn luyện rất kém cỏi. Từ năm 1932 đến năm 1936 không có một đợt diễn tập đánh trận hè nào được tổ chức, vì lý do tiết kiệm. Trước chiến tranh chỉ một số ít thanh niên đủ tiêu chuẩn bị gọi đi lính. Cho đến năm 1938 những người đi nghĩa vụ chỉ phục vụ trong 24 tuần lễ, thời gian vừa đủ để tiếp nhận khoá huấn luyện bộ binh cơ bản; từ năm đó trở đi thời gian phục vụ mới được tăng lên 11 tháng. Đến năm 1940 tổng cộng chỉ có 1.206 sĩ quan chuyên nghiệp, năm 1939 có 4.469 sĩ quan chuyên nghiệp không được phong cấp. Sau đợt động viên ngày 28 tháng 8 năm 1939, dù quân lực được tăng lên khoảng 280.000 người, nhưng tính sẵn sàng chiến đấu lại được cải tiến rất chậm: phần lớn thời gian được huy động để làm công tác xây dựng hệ thống phòng ngự. Sự thiếu hụt đạn dược đã làm hạn chế công tác huấn luyện bắn đạn thật. Sự liên kết phối hợp giữa các đơn vị cũng còn kém. Trình độ của quân đội Hà Lan vào tháng 5 năm 1940 vẫn chưa đủ để tiến hành chiến tranh. Đơn giản là họ không thể tổ chức được một cuộc tấn công quy mô lớn, để đơn độc tiến hành cuộc chiến diễn tập trước đó.
Các tướng lĩnh và chiến thuật gia của Đức (cũng như bản thân Hitler) đều đánh giá thấp lực lượng của Hà Lan và tin rằng kể cả khu vực trung tâm Holland cũng có thể bị chiếm đóng chỉ trong vòng từ 3 đến 5 ngày.

## Chiến lược các bên tham chiến

### Chiến lược phòng thủ của Hà Lan

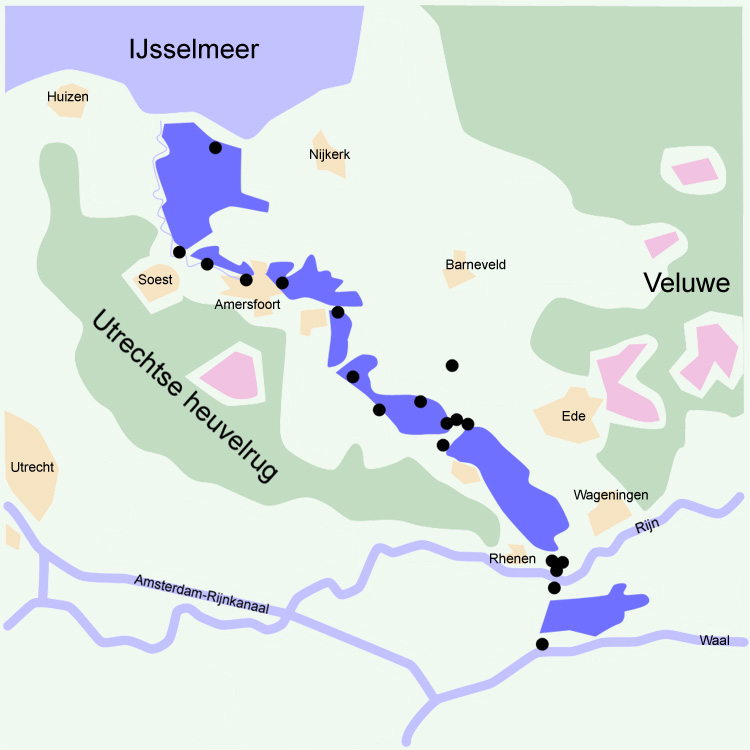
Phòng tuyến Grebbe với vùng ngập nước màu xanh đen

Vào thế kỷ thứ 17, nước Cộng hoà Hà Lan đã nghĩ ra một hệ thống phòng thủ hiệu quả gọi là Tuyến Đường thủy Holland, có thể bảo vệ tất cả các thành phố chính ở phía tây bằng vùng đất ngập nước trong khu vực. Đầu thế kỷ 19 phòng tuyến này đã được dịch chuyển một chút về phía đông, qua thành phố Utrecht và sau đó được hiện đại hoá với các pháo đài. Vị trí mới này được gọi là Tuyến Đường thủy Holland Mới. Do các công sự đã trở nên lỗi thời vào năm 1940, nó đã được tăng cường thêm các lô cốt bê tông ngầm. Phòng tuyến nằm trên rìa xa nhất về phía đông của khu vực nằm dưới mực nước biển. Điều đó khiến cho các khu đất phía trước các công sự dễ dàng bị ngập sâu khoảng một mét nước, quá nông đối với tàu thuyền, nhưng vẫn đủ sâu để biến vùng đất thành một bãi lầy không thể vượt qua được. Khu vực phía tây của Tuyến Đường thủy Holland Mới được gọi là Pháo đài Holland, sườn phía đông của nó có hồ IJssel bao bọc còn sườn phía nam được bảo vệ bởi vùng hạ lưu của ba con sông lớn chảy song song: hai nhánh của sông Rhine, và sông Meuse (còn gọi là sông Maas). Vùng này như một chiến khu quốc gia, tại đây người ta hy vọng sẽ có thể cầm cự được một thời gian dài, theo suy đoán lạc quan nhất là trong 3 tháng mà không cần sự giúp đỡ của Đồng minh, cho dù lực lượng mà Đức huy động để tiến đánh Hà Lan được đánh giá rất cao. Trước chiến tranh đã có dự định cho quân đội rút lui về vùng này gần như ngay lập tức, sau giai đoạn tập trung (cũng được gọi là Kế hoạch xanh - Case Blue) tại Thung lũng Gelderse, kế hoạch này dựa trên hy vọng về việc Đức sẽ chỉ xâm phạm các tỉnh phía nam trên đường tiến vào Bỉ và không động tới vùng Holland. Nhưng năm 1939 nó được hiểu như một động thái mời đối phương đến xâm chiếm và sẽ khiến cho việc thương lượng với Đồng minh về một hệ thống phòng thủ chung trở nên bất khả thi. Đề xuất của giới ngoại giao Đức về việc chính phủ Hà Lan sẽ bí mật đồng thuận với một cuộc tiến quân như thế đã bị bác bỏ.
Từ tháng 9 năm 1939 đã có thêm một Phòng Tuyến Chính (Main Defence Line) được xây dựng về phía đông. Vị trí phòng thủ quan trọng thứ hai này có một phần phía bắc được tạo nên từ tuyến Grebbelinie (tuyến Grebbe), dưới chân đỉnh đồi Utrecht, một khối băng tích từ thời kỷ băng hà nằm giữa hồ IJssel và hạ lưu sông Rhine. Đây là do sự vận động của tư lệnh tập đoàn quân, trung tướng Jan Joseph Godfried van Voorst tot Voorst. Phòng tuyến này đã được kéo dài nối đến phần phía nam: Peel-Raamstelling (vị trí Peel-Raam), nằm giữa sông Maas và biên giới Bỉ dọc theo đầm lầy Peel và rạch Raam, theo lệnh của Tổng tư lệnh quân đội Hà Lan, đại tướng Izaak H. Reijnders, vì ông ta muốn ngăn chặn người Đức ở phía nam càng lâu càng tốt để yểm trợ cho cuộc tiến quân của Pháp. Quân đoàn số 4 và số 2 được bố trí tại tuyến Grebbe; quân đoàn số 3 tại cứ điểm Peel-Raam có sư đoàn Khinh binh ở phía sau bao bọc sườn phía nam; lữ đoàn A và B phối hợp tại giữa hạ lưu sông Rhine và sông Maas còn quân đoàn số 1 là lực lượng dự trữ chiến lược tại khu Pháo đài Holland, được 10 tiểu đoàn khác tăng cường ở ngoại vi phía nam và 6 tiểu đoàn ở phía đông. Tất cả các tuyến phòng ngự này đều đã được tăng cường bởi các công sự bê tông ngầm.

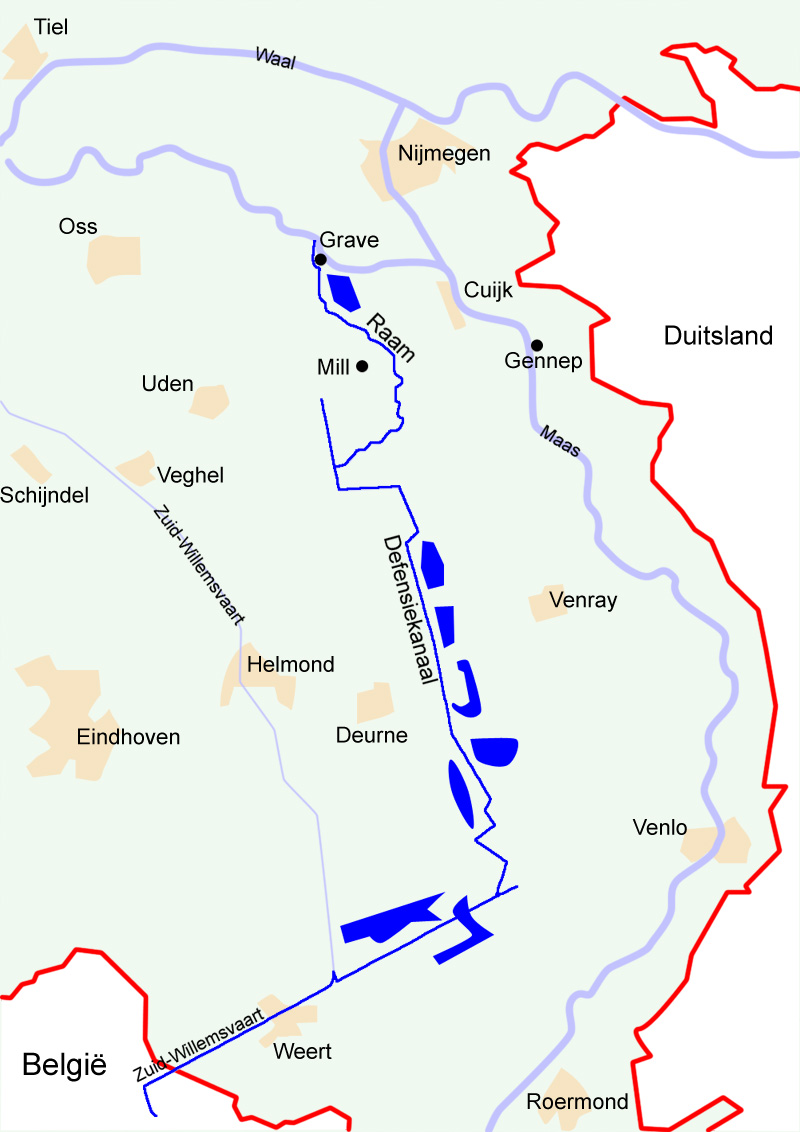
Vị trí Peel-Raam

Phía trước Phòng Tuyến Chính được bao bọc bởi tuyến IJssel-Maas (IJssel-Maaslinie) dọc theo sông IJssel và sông Maas, được kết nối lại qua các vị trí tại Betuwe, cũng với các công sự bê tông và do 14 "tiểu đoàn biên phòng" đóng giữ. Cuối năm 1939, tướng Van Voorst tot Voorst đã gợi lại kế hoạch mà ông ta đã từng trình bày năm 1937, và một lần nữa đề xuất việc tận dụng điều kiện phòng thủ lý tưởng do các con sông này tạo ra để điều chỉnh một chiến lược linh động hơn với đòn tấn công phủ đầu trước của một quân đoàn tại điểm giao lộ gần Arnhem và Gennep để buộc các sư đoàn Đức phải tổn hao nhiều sức mạnh tấn công của mình trước khi tới được Phòng Tuyến Chính và thậm chí có thể đánh bại chúng. Kế hoạch này bị chính phủ Hà Lan và tướng Reijnders cho là quá liều lĩnh. Reijnders thì muốn rằng sau cuộc kháng cự mạnh đầu tiên tại tuyến Grebbe và vị trí Peel Raam, quân đội sẽ rút lui về Pháo đài Holland. Điều này cũng bị chính phủ coi là quá nguy hiểm, đặc biệt là trong điều kiện Đức chiếm ưu thế về không quân, và do những bất lợi trong việc chuẩn bị đầy đủ cho cả hai phòng tuyến. Những mâu thuẫn về chiến lược đã dần dần làm suy sụp sự nghiệp chính trị của Reijnders: ông ta đã bị tước bỏ mọi quyền hạn quân sự đối với hệ thống phòng ngự. Ngày 5 tháng 2 năm 1940 ông bị buộc phải từ chức và được thay thế bằng Đại tướng Henry G. Winkelman. Viên tư lệnh mới sau đó đã quyết định rằng tại phía bắc, tuyến Grebbe sẽ là phòng tuyến chủ yếu, tại đó trận đánh quyết định sẽ được diễn ra, phần nào bởi ở đây sẽ dễ dàng tạo ra đột phá với một đòn phản tấn công nếu có điều kiện thuận lợi. Tuy nhiên, ông ta lại không đưa ra được quyết định nào tương tự đối với vị trí Peel-Raam.
Trong suốt thời gian chiến tranh kỳ quặc, Hà Lan đã cố gắng bám chặt lấy chính sách trung lập triệt để. Tuy nhiên Bộ tư lệnh quân đội Hà Lan, một phần tự hành động theo ý mình, đã đàm phán bí mật với Bỉ và Pháp về việc phối hợp trong một hệ thống phòng thủ chung trong trường hợp có cuộc xâm lăng của Đức, thông qua tuỳ viên quân sự Hà Lan tại Paris, trung tá David van Voorst Evekink. Cuộc đàm phán đã thất bại do những sai khác không thể vượt qua về quan điểm chiến lược.
Bỉ, dù về cơ bản là một nước trung lập, nhưng do tầm quan trọng chiến lược rõ rệt của nó, đã lặng lẽ tiến hành những cuộc dàn xếp chi tiết về việc phối hợp hành động với quân Đồng minh. Điều này khiến Hà Lan khó khăn hơn trong việc thích ứng được với những mong muốn của họ. Họ muốn người Bỉ liên kết với tuyến phòng thủ của mình tại vị trí Peel-Raam, là nơi mà Reijnders đã không chịu rút đi mà không chiến đấu. Ông ta đã không tán thành kế hoạch của Van Voorst tot Voorst là chiếm cứ cái gọi là "vị trí Orange" trên tuyến 's-Hertogenbosch – Tilburg ngắn hơn nhiều, nhằm tạo ra một mặt trận liên hoàn với phòng tuyến Bỉ gần Turnhout như đề xuất của Đại tướng Bỉ Raoul van Overstraeten.
Khi Winkelman tiếp quản bộ tư lệnh, ông ta đã thúc đẩy cuộc đàm phán, và ngày 21 tháng 2 đã đề xuất rằng người Bỉ sẽ trấn giữ một phòng tuyến liên kết với vị trí Peel Raam dọc theo lãnh thổ Bỉ bên kênh đào Zuid-Willemsvaart. Tuy nhiên người Bỉ đã từ chối đề nghị này nếu đổi lại Hà Lan không tăng cường lực lượng tại Limburg, nhưng Hà Lan không có lực lượng nào khác để đáp ứng yêu cầu này. Đề nghị của Bỉ về vị trí Orange lại được đưa ra nhưng cũng bị Winkelman khước từ. Thế là người Bỉ quyết định là khi có cuộc xâm lăng sẽ rút toàn bộ quân đội về tuyến phòng thủ chính yếu của họ, kênh đào Albert. Điều này sẽ tạo nên một khoảng hở rất nguy hiểm rộng đến 40 kilomet, và quân Pháp đã được đề nghị đến bít kín khe hở này. Lúc này Đại tướng Tổng tư lệnh quân đội Pháp Maurice Gamelin rất có hứng thú với việc ghép thêm Hà Lan vào mặt trận liên hoàn của mình, vì giống như Bernard Montgomery 4 năm sau đó, ông ta hy vọng vào khả năng có thể đi vòng qua Westwall khi Đồng minh tiến hành cuộc tấn công dự kiến trong năm 1941. Nhưng ông ta không dám đối mặt với việc tuyến đường tiếp tế bị kéo quá dài nếu như Bỉ và Hà Lan không gia nhập phe Đồng minh trước khi Đức tấn công. Khi cả hai nước này đều từ chối, Gamelin xác định rằng ông ta sẽ cho chiếm cứ một vị trí đầu mối ở gần Breda. Thế nhưng người Hà Lan đã không cho củng cố khu vực này. Winkelman còn bí mật quyết định ngày 30 tháng 3 là bỏ vị trí Peel-Raam ngay khi bắt đầu cuộc tấn công của Đức và rút quân đoàn số 3 về Linge để bảo vệ sườn phía nam tuyến Grebbe, chỉ để lại một lực lượng bao bọc phía sau. Vị trí Waal-Linge này cũng đã được tăng cường bằng các công sự bê tông; và khoản ngân sách chi cho các công trình này đã được tăng thêm một trăm triệu guilder.
Sau khi Đức xâm chiếm Đan Mạch và Na Uy tháng 4 năm 1940, với việc Đức cho sử dụng một số lượng lớn quân không vận, bộ tư lệnh Hà Lan đã lo lắng về khả năng họ cũng có thể trở thành nạn nhân của một cuộc tấn công chiến lược tương tự. Nhằm đẩy lùi nguy cơ đó, 5 tiểu đoàn bộ binh đã được bố trí tại các cảng biển và căn cứ không quân chính, như sân bay Ypenburg tại Den Haag và sân bay Waalhaven thuộc Rotterdam. Chúng đã được tăng cường thêm pháo phòng không, 2 xe tankette và 12 trong số 24 xe thiết giáp đang hoạt động. Những biện pháp trực tiếp đặc biệt này được tiến hành cùng nhiều phương sách chung khác: Hà Lan đã gửi không dưới 32 tàu bệnh viện đi khắp đất nước và 15 đoàn tàu để giúp cho việc hành quân được dễ dàng hơn.

### Chiến lược của Pháp
Ngoài quân đội Hà Lan và tập đoàn quân số 18 trên cánh bắc của Đức ra, có một lực lượng thứ 3, không ít hơn cả hai đội quân trên, cũng sẽ hoạt động trên đất Hà Lan: đó là tập đoàn quân số 7 của Pháp. Đạo quân này có mục đích riêng của mình, nằm trong chiến lược tổng thể của Pháp. Từ lâu Pháp đã lo lắng về các hoạt động quân sự có thể diễn ra trên lãnh thổ Hà Lan. Vùng bờ biển Zeeland và Holland, mặc dù khó vượt qua do có nhiều tuyến sông rạch, nhưng cũng đem lại khả năng về một cuộc tấn công bạt sườn bất ngờ đối với cả quân Pháp và quân Đức khi đang đe dọa vượt qua tuyến Antwerp-Namur từ hướng bắc. Các lực lượng cơ động, dù là nhằm mục đích tấn công hay phòng ngự, đều cần thiết phải ngăn chặn đối phương tiến đến những vị trí trọng yếu, nhất là các đảo Zeeland, vốn nằm ngay hướng đối diện cửa sông Thames, gây nên một mối đe dọa đặc biệt với sự an toàn của Anh quốc. Sớm hơn nhiều so với Đức, Pháp đã dự định sử dụng các đạo quân không vận để đạt tốc độ tấn công nhanh (thậm chí ngay từ năm 1936 Pháp đã vạch ra đề án không vận xe tăng hạng nhẹ, nhưng các kế hoạch này đã bị từ bỏ vào năm 1940 do họ không có máy bay vận chuyển hàng hóa đủ lớn để chuyên chở chúng). Một sư đoàn hải quân và một sư đoàn bộ binh đã được phân công đến Zeeland để chặn lối cửa sông Tây Scheldt đề phòng cuộc tiến quân của Đức. Tiếp đó sẽ phái các lực lượng tiên phong này qua cửa sông Scheldt để lên các đảo Zeeland, với sự hỗ trợ của các tàu nước ngoài. Tất nhiên tốt hơn hết là đối phương không tiến được đến sông Scheldt và như vậy hợp lý nhất là cho chặn các tuyến đường phía tây con sông, phía trước thành phố Antwerp. Và sau đó yếu tố này sẽ tự nhiên phát triển sang bước tiếp theo: điều động một đội quân hoàn chỉnh nhằm giữ vững liên lạc với khu Pháo đài Holland ở phía bắc. Kết quả của hoạt động này có thể đem lại một căn cứ thiết yếu đối với thắng lợi của cuộc tổng tấn công năm 1941, mà nếu không có nó, như Gamelin lo ngại, thì sẽ thúc đẩy Hà Lan nhanh chóng đầu hàng hay thậm chí là thừa nhận sự bảo hộ của Đức. Lực lượng dự bị chiến lược trước đây của Pháp, tập đoàn quân số 7, đã được tái phân công vào nhiệm vụ này, bao gồm 2 quân đoàn: Quân đoàn số 16 - gồm có sư đoàn bộ binh cơ giới số 9 (thực tế là một đơn vị mô tô, nhưng có nhiều xe thiết giáp bánh xích) và sư đoàn bộ binh số 4 - và Quân đoàn số 1 - bao gồm sư đoàn bộ binh cơ giới số 25 và sư đoàn bộ binh số 21. Đội quân này sau đó được quyết định được tăng viện thêm sư đoàn cơ giới hạng nhẹ số 1 - một sư đoàn thiết giáp trực thuộc kỵ binh Pháp và là một đơn vị tinh nhuệ rất mạnh. Cùng với 2 sư đoàn tại Zeeland, như vậy là có tổng cộng 7 sư đoàn Pháp được dành cho hoạt động này.
Mặc dù quân Pháp có tỉ lệ các đơn vị cơ giới cao hơn so với đối phương, nhưng xét theo khoảng cách phải di chuyển tương ứng thì họ không có hy vọng tiến được đến khu vực dự kiến để triển khai thế trận trước quân Đức. Hy vọng duy nhất của họ để đánh bại Đức trong lĩnh vực này nằm ở việc sử dụng các tuyến vận tải đường sắt. Điều này có nghĩa là họ sẽ dễ bị tổn thương trong giai đoạn tập trung, xây dựng lực lượng tại gần Breda. Họ cần quân Hà Lan tại cứ điểm Peel-Raam ngăn cản quân Đức thêm ít ngày để có thể dàn trận và bố trí phòng thủ, nhưng các lực lượng cơ động của Pháp cũng chuẩn bị sẵn một hàng rào an ninh. Đó là các đơn vị do thám trong các sư đoàn thiết giáp và mô tô, được trang bị các xe thiết giáp Panhard 178 vũ trang tương đối tốt. Chúng được tập trung thành 2 lực lượng đặc nhiệm đặt tên theo 2 viên chỉ huy: Nhóm Beauchesne và Nhóm Lestoquoi.

### Chiến lược của Đức
Trong rất nhiều lần sửa đổi phương án tác chiến cho Kế hoạch Vàng, đôi lúc người Đức đã xem xét đến việc bỏ qua khu Pháo đài Holland, đúng như phía Hà Lan đã mong đợi. Trong phiên bản kế hoạch ngày 29 tháng 10, còn đề xuất việc giới hạn cuộc xâm chiếm dọc theo một giới tuyến ở phía nam Venlo, trong khi phiên bản đầu tiên ngày 19 tháng 10 vẫn còn đề cập đến khả năng về một sự chiếm đóng hoàn toàn lãnh thổ Hà Lan nếu có điều kiện thuận lợi. Ngày 15 tháng 11 năm 1939, phiên bản mới mang tên bản hướng dẫn Holland (Holland-Weisung) đã quyết định tiến hành chiếm đóng toàn bộ vùng phía nam Hà Lan, còn ở phía bắc sẽ chỉ tiến quân không quá phòng tuyến Grebbe và đánh chiếm quần đảo Wadden. Tuy nhiên, Hermann Goering nhất quyết yêu cầu một cuộc xâm chiếm hoàn toàn do ông ta cần đến những sân bay tại Hà Lan trong cuộc chiến chống lại nước Anh; ngoài ra ông ta còn lo ngại phe Đồng minh sau những thất bại cục bộ ban đầu có thể sẽ tăng cường cho khu Pháo đài Holland và sử dụng các sân bay tại đó để ném bom các thành phố và quân đội của Đức. Một nguyên nhân thứ ba nữa là do sự sụp đổ của nước Pháp chưa có gì là chắc chắn, nên việc đầu hàng của Hà Lan mang một lý do chính trị cần thiết, đó sẽ là một thất bại trong chính sách của Đồng minh và có thể giúp cho các phe đối lập trong chính phủ Anh và Pháp giành ưu thế. Ngoài ra, sự đầu hàng nhanh chóng đó còn giúp Đức sớm rảnh tay để điều động quân đội đến các mặt trận khác.
Ngày 17 tháng 1 năm 1940 quyết định cuối cùng được thông qua là sẽ cho xâm chiếm toàn bộ lãnh thổ Hà Lan, nhưng lúc đó có rất ít đơn vị Đức sẵn sàng cho nhiệm vụ này. Trọng tâm của Kế hoạch Vàng là nằm ở khu trung tâm, giữa Namur và Sedan. Cuộc tấn công tại miền trung nước Bỉ chỉ là một ngón đòn mồi nhử; và cuộc tấn công tại Pháo đài Holland chỉ là một bộ phận của đòn mồi nhử này. Mặc dù Cụm tập đoàn quân B đã được triển khai tại biên giới Hà Lan, nhưng lực lượng quan trọng nhất, mạnh nhất của nó là tập đoàn quân số 6 lại sẽ hành quân qua phía nam Venlo tiến vào Bỉ, chỉ còn lại tập đoàn quân số 18 dưới quyền tướng Georg von Küchler chiến đấu với quân chủ lực Hà Lan. Trong toàn bộ đội quân Đức tham gia chiến dịch, đây là lực lượng yếu kém nhất. Nó chỉ bao gồm 4 sư đoàn bộ binh chính quy (sư đoàn bộ binh số 207, 227, 254 và 256), được hỗ trợ bởi 3 sư đoàn dự bị (sư đoàn bộ binh số 208, 225 và 526) mà sẽ không tham gia vào cuộc tấn công. 6 trong số các sư đoàn này là các đơn vị "đợt ba", mới chỉ được xây dựng tháng 8 năm 1939 từ các đơn vị Landwehr (dân vệ) địa phương. Họ rất thiếu sĩ quan chỉ huy có chuyên nghiệp và có ít kinh nghiệm chiến đấu, ngoài ra 42% quân số đã ngoài 40 tuổi là cựu binh trong chiến tranh thế giới thứ nhất (tương tự như quân đội Hà Lan, 88% binh lính không được huấn luyện bài bản). Cuối cùng là sư đoàn bộ binh số 526, một đơn vị chuyên làm công tác an ninh chưa từng được đào tạo chiến đấu nghiêm chỉnh. Khi tính toán thực lực của các sư đoàn này, với lực lượng trên giấy tờ là 17.807 người, bằng một nửa bên phía Hà Lan và có gấp đôi hoả lực, ưu thế cần thiết về số lượng cho một cuộc tấn công thắng lợi là không có.
Để khắc phục vấn đề này, một vài lực lượng nhỏ lẻ và hạn chế đã được dùng để tăng cường cho tập đoàn quân số 18. Đầu tiên chỉ có duy nhất sư đoàn kỵ binh (Kavalleriedivision) số 1. Quân kỵ binh của đơn vị này, có kèm theo một số bộ binh, sẽ chiếm đóng các tỉnh có hệ thống phòng ngự yếu kém ở phía đông sông IJssel, rồi sau đó cố gắng băng qua tuyến đường Afsluitdijk và đồng thời thử đổ bộ lên Holland tại vị trí gần Enkhuizen, bằng các xà lan chiếm được ở cảng nhỏ Stavoren. Do cả hai mục tiêu này đều không chắc chắn sẽ thành công, nên một số lớn các sư đoàn chính quy, với sự tăng cường của lực lượng SS-Verfügungstruppe (bao gồm 3 đơn vị SS-Standarten: Der Führer, Germania và Deutschland) cùng trung đoàn Leibstandarte Adolf Hitler, sẽ tiến hành một cuộc tấn công bộ binh nhằm chọc thủng các vị trí kiên cố của Hà Lan. Nhưng ngay cả sự bổ sung này cũng chỉ tăng cường thêm 1 và 1/3 sư đoàn trong tương quan lực lượng. Để bảo đảm thắng lợi, người Đức đã áp dụng thêm nhiều biện pháp khác.
Lúc này Đức đã huấn luyện được 2 sư đoàn không vận tấn công: sư đoàn không quân (Fliegerdivision) số 7 và sư đoàn bộ binh không vận (Luftlande-Infanteriedivision) số 22. Trước đó, khi mà mục tiêu chính của Đức vẫn còn là vùng Flanders, đã có dự định huy động các sư đoàn này vào việc vượt sông Scheldt ở đoạn gần Ghent. Kế hoạch đó nay đã bị huỷ bỏ và người Đức liền quyết định dùng 2 sư đoàn này để giành lấy một chiến thắng nhanh chóng tại Hà Lan. Ngay trong ngày đầu tiên đội quân không vận này sẽ đánh chiếm các sân bay quanh Den Haag, nơi đặt trụ sở nghị viện Hà Lan, rồi sau đó bắt sống chính phủ cùng với Bộ Tư lệnh Tối cao và Nữ hoàng Hà Lan Wilhelmina. Các sĩ quan Đức đã được huấn luyện cách xác định vị trí của các gia đình hoàng gia trong những trường hợp như vậy. Theo kế hoạch "Pháo đài" (Fall Festung) do đích thân Hitler phát triển, đầu tiên Đức sẽ cho công sứ đề nghị về một sự "bảo vệ bằng vũ trang đối với sự trung lập của Hà Lan", nói cách khác là để Hà Lan trở thành một xứ bảo hộ của Đức. Trong trường hợp không đạt tới sự quy phục ngay lập tức như mong đợi, những cây cầu tại Rotterdam, Dordrecht và Moerdijk sẽ đồng loạt bị chiếm, cho phép một lực lượng cơ giới có thể từ phía nam đánh lên, hỗ trợ cho đội quân không vận. Lực lượng này là Sư đoàn Thiết giáp số 9 với 141 xe tăng chiến đấu, đây là sư đoàn thiết giáp duy nhất của Đức chỉ có đúng 2 tiểu đoàn xe tăng - trong đó 1 tiểu đoàn không đầy đủ - trong lữ đoàn tăng duy nhất của nó. Sư đoàn này sẽ phải khoét sâu lỗ hổng trên Phòng Tuyến Chính của quân Hà Lan do sư đoàn bộ binh số 254 và 256 tạo ra (3 sư đoàn này hợp thành quân đoàn (Armeekorps) số 26) trên tuyến Gennep – 's-Hertogenbosch. Cùng lúc đó một cuộc tấn công khác đánh vào tuyến Grebbe ở phía đông do sư đoàn bộ binh số 207 và 227 (kết hợp thành quân đoàn số 10) đảm nhiệm, sẽ trói chân phần lớn Tập đoàn Quân của Hà Lan, dù số lượng ít hơn, buộc tập đoàn này phải lui về phía đông hoặc rút hẳn qua Pháo đài Holland. Tập đoàn quân số 18 sẽ đợi sẵn, nếu quân Hà Lan không đầu hàng ngay ngày đầu tiên, thì sẽ tràn vào Pháo đài Holland trong ngày thứ ba từ hướng nam và giành chiến thắng quyết định. Không hề có một thời gian biểu cụ thể nào cho việc tiêu diệt quân đội Hà Lan. Có một điều đặc biệt trong cơ cấu bộ chỉ huy là cuộc tấn công không vận sẽ chỉ do lực lượng Luftwaffe tiến hành; lực lượng không vận ban đầu sẽ không thuộc quyền chỉ huy của lục quân Đức — nhưng cuộc tấn công vào Rotterdam sau cùng vẫn là một hoạt động của lục quân và được xem như trọng điểm trong chiến dịch Hà Lan. Bộ chỉ huy tập đoàn quân số 18 coi cuộc đổ bộ bằng không quân chủ yếu là một hành động yểm trợ cho cuộc tiến quân của quân đoàn số 26.
Trong toàn bộ chiến dịch tháng 5 năm 1940, kế hoạch tấn công Hà Lan là biểu hiện rõ rệt nhất của khái niệm Blitzkrieg, một thuật ngữ mà sau này được hiểu là: một cuộc tấn công chiến lược (Strategischer Überfall). Ngoài ra, cũng như toàn bộ Kế hoạch Vàng, chiến lược mà Đức áp dụng tại Hà Lan là một chiến lược có mức độ mạo hiểm rất cao.

## Sự việc Oster
Dân chúng và quân đội Đức nói chung không ưu thích ý tưởng vi phạm sự trung lập của Hà Lan. Tuy nhiên bộ máy tuyên truyền Đức đã biện minh rằng cuộc xâm lăng chỉ là phản ứng của Đức trước âm mưu chiếm đóng Vùng Đất Thấp của Đồng minh. Một số sĩ quan Đức có ác cảm đối với chế độ Quốc xã đã cùng chia sẻ sự lo lắng về cuộc xâm lược này. Trong số họ có Đại tá Hans Oster, sĩ quan của cơ quan tình báo quân sự Đức (Abwehr), một trong những nhân vật đứng đầu kháng chiến quân Đức từ năm 1938 đến 1943 (bị treo cổ sau khi âm mưu ám sát Hitler ngày 20 tháng 7 năm 1944 bị thất bại), từ tháng 3 năm 1939 đã báo cho bạn mình, Thiếu tướng Gijsbertus J. Sas, tuỳ viên quân sự Hà Lan tại Berlin về nhiều kế hoạch của Đức, trong đó có cả ngày giờ bắt đầu của Kế hoạch Vàng. Qua các tuỳ viên quân sự khác, Sas đã báo cáo lại thông tin này cho Đồng Minh. Tuy nhiên, do ngày giờ của kế hoạch bị chỉnh sửa nhiều lần do phải trì hoãn để chờ điều kiện thời tiết thuận lợi, chính phủ Hà Lan và các quốc gia khác đâm ra mất cảm giác trước những chuỗi cảnh báo sai lệch; và dự báo chính xác của Sas về thời điểm cuộc tấn công vào Đan Mạch và Na Uy đã không được để ý đến. Mặc dù ông ta đã cho biết là một sư đoàn thiết giáp Đức sẽ cố gắng tấn công Pháo đài Holland từ tỉnh Bắc Brabant và rằng đã có một số kế hoạch nhằm nhanh chóng bắt sống Nữ hoàng, chiến lược phòng thủ của Hà Lan vẫn không được chỉnh sửa cho phù hợp, họ không hiểu rằng đó là những biểu hiện của một kế hoạch lớn hơn. Ngày 4 tháng 5, Sas lại cảnh báo rằng một cuộc tấn công đã cận kề; lần này nó trùng khớp với một cảnh báo khác từ Giáo hoàng Piô XII. Tối ngày 9 tháng 5, Oster đã gọi điện cho bạn và nói "Ngày mai, lúc bình minh", thế nhưng chỉ có quân đội Hà Lan là được đặt vào tình trạng báo động.

## Trận chiến

### Ngày 10 tháng 5

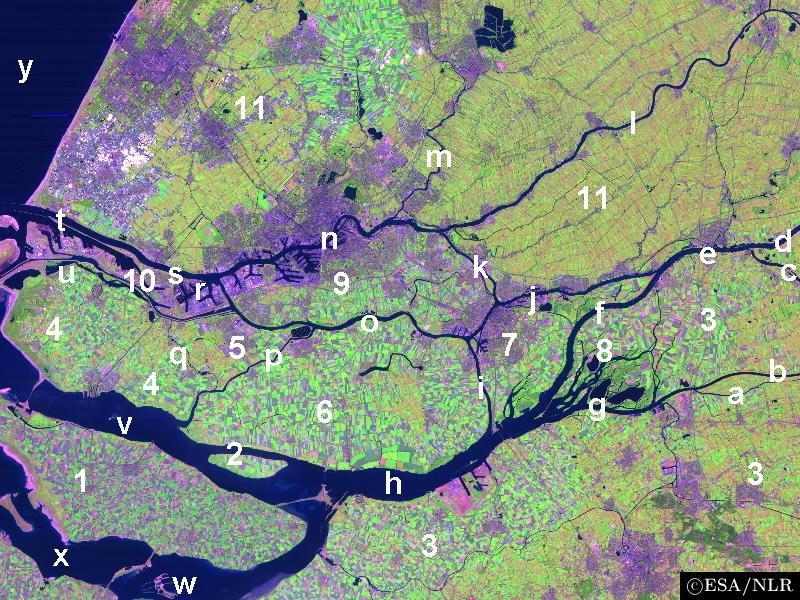
Địa lý khu vực đổ bộ: tại bờ biển là Den Haag; Rotterdam ở vị trí n, Waalhaven được đánh dấu 9 và Dordrecht đánh dấu 7; h là vùng Hollands Diep

Sáng sớm ngày 10 tháng 5 năm 1940, vào lúc 5h35 theo giờ Đức (3h55 theo giờ Hà Lan), người dân Hà Lan bị đánh thức bởi tiếng động cơ máy bay gầm rú trên bầu trời. Đức Quốc xã đã mở màn Kế hoạch Vàng và đồng loạt tấn công Hà Lan, Bỉ, Pháp và Luxembourg. 6 đoàn tàu bọc thép đã vượt biên giới Hà Lan. Trong buổi sáng ngày hôm đó, bộ trưởng ngoại giao Đức Joachim von Ribbentrop đã thông báo cho Đại sứ Bỉ và công sứ Hà Lan rằng quân Đức đang tiến vào lãnh thổ của họ nhằm bảo vệ nền trung lập của họ chống lại cuộc tấn công sắp đến của quân đội Anh và Pháp. Một tối hậu thư chính thức của Đức cũng kêu gọi hai chính phủ ngăn chặn việc kháng cự. Nếu không Đức sẽ nghiền nát sự kháng cự bằng mọi cách và trách nhiệm đối việc với việc gây đổ máu "sẽ do Vương quốc Bỉ và chính phủ Hoàng gia Hà Lan gánh chịu".
Ngay từ ban đêm Không quân Đức đã xâm phạm không phận Hà Lan. Không đoàn Ném bom 4 (Kampfgeschwader 4) đã vượt qua biên giới rồi sau đó biến mất về phía tây, khiến người Hà Lan tưởng rằng đó là cuộc tiến công nhằm vào nước Anh. Nhưng tại biển Bắc chúng đã quay đầu trở lại về phía đông và tiến hành một cuộc tấn công bất ngờ vào các sân bay của Hà Lan cùng các phi đội khác. Rất nhiều máy bay Hà Lan đã bị phá hủy ngay trên mặt đất. Một số máy bay khác kịp cất cánh đã chiến đấu và bắn hạ được 13 máy bay Đức, nhưng rồi hầu hết sau đó cũng bị tiêu diệt.
Ngay sau cuộc oanh tạc, từ 4h30 đến 5h sáng, lính dù đã được thả xuống tại gần các sân bay. Lực lượng phòng không Hà Lan đã bắn rơi một số lượng lớn máy bay vận tải Ju-52 thuộc lực lượng vận tải (Transportgruppen) của Luftwaffe. Trong trận này Đức mất tổng cộng 125 máy bay Ju 52 bị tiêu diệt, 47 chiếc bị hư hỏng, tương đương 50% quân số của phi đội.

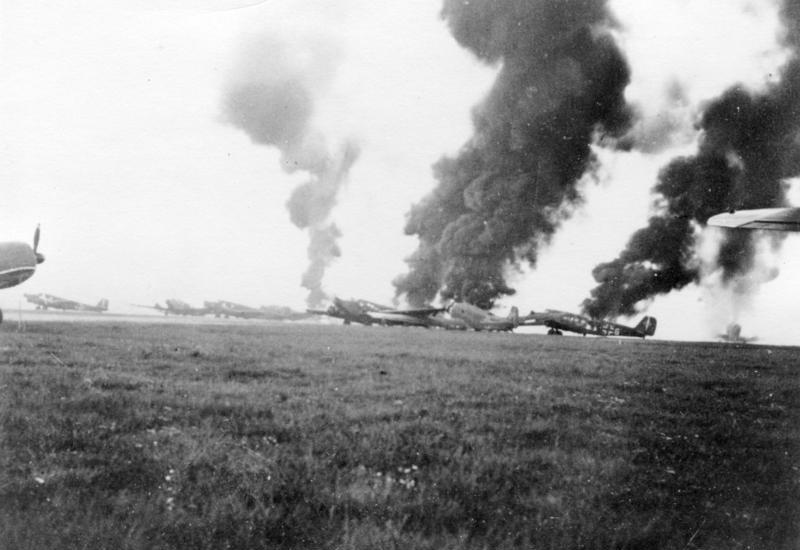
Máy bay Ju 52 của Đức bị bắn cháy ở Rotterdam

Cuộc tấn công Den Haag đã kết thúc bằng một thất bại. Lính dù đã không thể chiếm được sân bay chính Ypenburg kịp cho quân bộ binh không vận trên những chiếc máy bay Junkers có thể hạ cánh an toàn. Mặc dù có 1 chiếc xe thiết giáp đã bị thương vì trúng bom, 5 chiếc Landsverk khác, được yểm trợ bởi các ụ súng máy, đã tiêu diệt 18 chiếc Junkers trong 2 đợt tấn công đầu tiên, giết chết nhiều phi hành đoàn Đức. Sau khi các bãi đáp bị phá hủy, trong những đợt tấn công còn lại quân Đức đã cố gắng tìm kiếm một phương thức đổ bộ khác như cho đổ quân xuống các đồng cỏ hoặc trên bãi biển, và như vậy đã làm phân tán lực lượng lính dù. Sân bay phụ Ockenburg chỉ được phòng thủ sơ sài đã thất thủ trước cuộc tấn công của Đức. Sân bay Valkenburg cũng nhanh chóng bị chiếm đóng, bởi tinh thần của quân đồn trú bị suy sụp sau cuộc oanh tạc, nhưng do còn đang xây dựng dở và chưa được rải nhựa nên những chiếc máy bay hạ cánh tại sân bay này bị sa lầy trong đất mềm. Vậy là Đức không có một sân bay nào khả dĩ có thể phục vụ cho hoạt động tăng viện một cách hiệu quả. Cuối cùng quân lính dù cũng chiếm được Ypenburg nhưng không thể tiến vào Den Haag, vì bị quân Hà Lan, đã được nhanh chóng tập hợp, chặn lại. Đến chiều hôm ấy họ bị hỏa lực từ 3 khẩu đội pháo binh Hà Lan đánh tan tác. Các khẩu đội pháo Hà Lan cũng lần lượt đẩy lui được quân Đức ra khỏi 2 sân bay kia, và lực lượng tàn quân Đức còn sót lại đã phải trốn tránh tại các làng mạc và khu nhà lớn xung quanh gần đó.

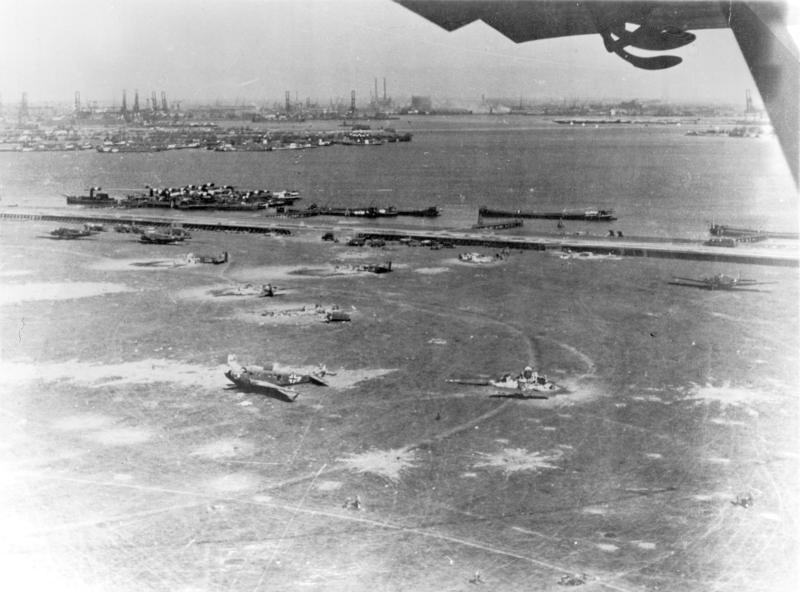
Thiệt hại của Đức tại sân bay Waalhaven

Cuộc tấn công Rotterdam đã thu được nhiều thành công hơn. 12 chiếc thủy phi cơ Heinkel He 59, chở theo 90 binh lính, đã hạ cánh tại trung tâm thành phố và đổ quân chiếm cầu Willemsbrug, cây cầu bắc qua sông Nieuwe Maas, và thiết lập một đầu cầu tại đây. Cùng lúc đó sân bay quân sự Waalhaven, nằm ở phía nam thành phố trên đảo IJsselmonde, cũng bị lực lượng không vận Đức tấn công. Tại đó, có một tiểu đoàn bộ binh Hà Lan đồn trú tại rất gần sân bay và lính dù Đức đã đổ bộ ngay gần vị trí của họ. Một cuộc hỗn chiến xảy ra. 4 chiếc máy bay Junkers trong đợt tấn công thứ nhất đã bị bắn hạ nhưng lực lượng vận tải vẫn tiếp tục cho quân đổ bộ. Cuối cùng quân phòng thủ Hà Lan và những chiếc tiểu xe tăng đã bị áp đảo. Quân Đức, được tăng viện đều đặn, bắt đầu tiến về phía đông chiếm IJsselmonde và cuối cùng bắt liên lạc được với đội quân dù có nhiệm vụ phải chiếm cây cầu trọng yếu tại Dordrecht. Mặc dù Hải quân Hoàng gia Hà Lan đã can thiệp, đầu tiên là bằng các tàu phóng thủy lôi Z5 và TM 51 tấn công Willemsbrug và sau đó là cho khu trục hạm HNLMS Van Galen tiến lên kênh đào Nieuwe Waterweg bắn phá các sân bay, nhưng chỉ đem lại kết quả là tàu Van Galen bị đánh chìm vì trúng bom. Kế hoạch điều động thêm các pháo hạm HNLMS Flores và HNLMS Johan Maurits van Nassau vào trận sau đó đã bị bác bỏ. Trên đảo Dordrecht cây cầu Dordrecht bị chiếm nhưng quân đồn trú trong thành phố quyết không đầu hàng. Các cây cầu dài Moerdijk bắc qua cửa sông Hollands Diep rộng lớn nối hòn đảo với tỉnh Noord-Brabant cũng đã thất thủ và các đầu cầu đã được thiết lập vững chắc ở cả hai bên cửa sông.
Trong lúc này, người Đức cũng đang tiến hành một kế hoạch do đích thân Hitler phê duyệt (nhưng không phải do ông ta soạn thảo) nhằm cố gắng chiếm giữ nguyên vẹn các cây cầu bắc qua sông IJssel và sông Maas, bằng cách sử dụng các đội biệt kích Brandenburgers, vốn đã thâm nhập lãnh thổ Hà Lan từ tối ngày 9 tháng 5, trước khi cuộc tấn công nổ ra. Đêm ngày 10 tháng 5 họ đã tiếp cận các cây cầu này: một số biệt kích ăn mặc đóng giả cảnh sát quân sự Hà Lan và giả vờ như đang áp giải tù binh Đức, nhằm đánh lừa các đội công binh Hà Lan. Vài người trong số "cảnh sát quân sự" này là người Hà Lan gốc, thành viên của Nationaal-Socialistische Beweging, Đảng Quốc xã Hà Lan. Thế nhưng phần lớn những cố gắng này đều thất bại và các cây cầu đều bị phá sập, ngoại trừ cây cầu đường sắt tại Gennep. Ngay sau khi chiếm được cầu, 2 đoàn tàu thiết giáp Đức đã vượt sông và băng qua vị trí Peel-Raam tại làng Mill, rồi bố trí một tiểu đoàn bộ binh tại sau lưng chốt phòng ngự này.
Người Hà Lan đã cho phát thông tin về những đội lính Đức ngụy trang trên các cơ quan thông tin quốc tế. Điều này đã làm dấy lên mối lo sợ về nguy cơ gián điệp, đặc biệt là tại Bỉ và Pháp. Tuy nhiên, không như tình hình sau đó tại hai quốc gia này, ở Hà Lan không có những đoàn thường dân tị nạn di cư gây tắc nghẽn cả đường phố. Nói chung lính Đức đã cư xử tại Hà Lan một cách đúng mực, cho nên thậm chí dân chúng Hà Lan còn xếp hàng dài nghiêm chỉnh tại các cửa hiệu để mua các hàng hoá được phân phát từ Đức, chẳng hạn như sôcôla.
Sau những cuộc tấn công nói chung là thất bại vào các cây cầu, các sư đoàn Đức đã cố gắng vượt qua sông IJssel và sông Maas. Nhưng những đợt xung phong đầu tiên hầu như đều bị đánh tan, do không có hoả lực chuẩn bị đánh vào các vị trí phòng thủ bên bờ sông của địch. Một cuộc oanh tạc sau đó đã phá huỷ được hầu hết các công sự này, và các sư đoàn bộ binh liền bắc cầu phao vượt sông; riêng ở một số nơi, như tại Venlo, các nỗ lực tiến công đã không có tiến triển gì. Tại Arnhem, trung đoàn Leibstandarte Der Führer trong ngày hôm đó đã dẫn đầu đoàn quân tiến được đến tuyến Grebbe, theo sau là sư đoàn bộ binh (Infanteriedivision) số 207.
Trước cả khi đoàn tàu thiết giáp Đức đến, quân đoàn số 3 đã được lên kế hoạch rút bỏ vị trí Peel-Raam mang theo toàn bộ pháo binh, ngoại trừ 36 khẩu pháo dã chiến 8 Staal, nhưng cả sáu trung đoàn đều để lại mỗi trung đoàn một tiểu đoàn để cùng với 14 tiểu đoàn biên phòng bọc hậu phía sau lưng, tạo thành "sư đoàn Peel". Việc này được dự định sẽ tiến hành trong đêm đầu tiên của cuộc xâm lăng, dưới sự che chở của màn đêm, nhưng do cuộc tiến quân của Đức quá nhanh nên đã có lệnh phái rút lui ngay lúc 6h45 sáng, để quân đoàn số 3 tránh phải đụng độ với địch. Quân đoàn này đã về hội quân với 6 tiểu đoàn đang đóng giữ tuyến Waal-Linge, gọi là "Lữ đoàn D" — và qua đó đã tăng cường lực lượng tại đây. Thế nhưng họ lại không còn một trận giao chiến trận nào nữa.
Sư đoàn Khinh binh đóng tại Vught là lực lượng dự bị cơ động duy nhất của quân đội Hà Lan. Người ta quyết định là sẽ sử dụng nó để mở cuộc phản công vào lực lượng không vận của Đức tại IJsselmonde. Vì vậy, các trung đoàn thuộc sư đoàn này đã băng qua sông Maas và sông Waal rồi rẽ trái qua vùng Alblasserwaard, để tiến đến sông Noord, con sông chia cắt vùng đất lấn biển này với đảo IJsselmonde, vào tối ngày 10 tháng 5. Tại đó họ nhận ra rằng khu vực bao quanh cây cầu độc nhất, được xây từ năm 1939, đã không bị quân không vận đánh chiếm, đơn giản vì người Đức do trang bị bản đồ đã lỗi thời nên không biết đến sự tồn tại của nó. Thế nhưng lại có quyết định cho hoãn việc vượt sông đến hôm sau để chờ pháo binh đến yểm trợ. Không có hoạt động nào nhằm thiết lập một đầu cầu được tiến hành trong ngày hôm đó.

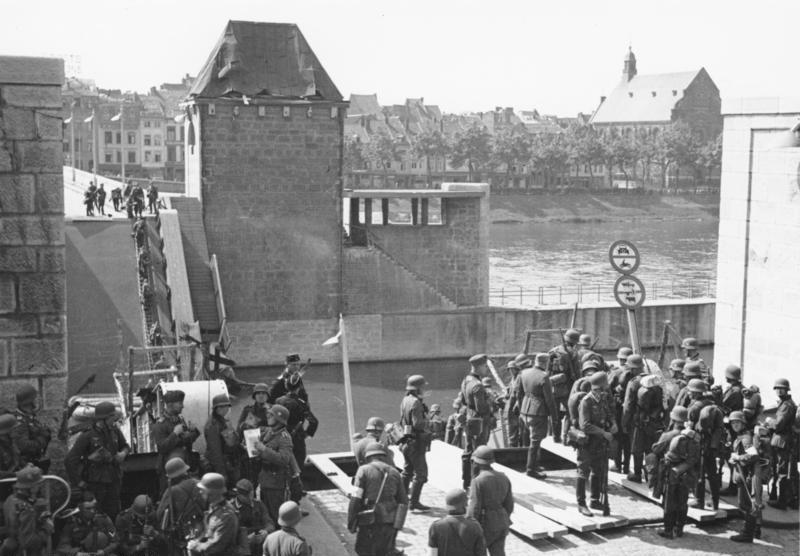
Cầu St. Servaasbrug tại Maastricht bị phá sập

Cũng trong tối ngày mùng 10, khoảng 22h, các đơn vị trinh sát đầu tiên thuộc Sư đoàn Cơ giới Hạng nhẹ số 1 của Pháp đã bắt đầu tiến vào lãnh thổ Hà Lan bằng xe thiết giáp Panhard 178. Sư đoàn này là bộ phận đi xa nhất về phía bắc thuộc Tập đoàn quân số 7 của Pháp; nhiệm vụ của nó là phải bảo đảm một mối liên hệ vững chắc giữa Pháo đài Holland và Antwerp. Thế nhưng các nỗ lực nhằm phối hợp cuộc tiến quân này với viên tư lệnh quân đội Hà Lan tại Noord-Brabant, Đại tá Leonard Johannes Schmidt, phần lớn đều không thành công, không chỉ vì mất liên lạc với ông ta ngày hôm ấy mà còn vì lúc này các tuyến phòng thủ của Hà Lan đã bắt đầu sụp đổ. Tại Mill, mặc dù đã có một tiểu đoàn Đức xuất hiện phía sau lưng quân phòng thủ Hà Lan, nhưng sư đoàn bộ binh 256 Đức đã bỏ lỡ cơ hội phối hợp tấn công do không xác định được vị trí của tiểu đoàn này. Cuộc tấn công vào Phòng Tuyến Chính ban đầu được dời đến ngày hôm sau vì hầu hết pháo binh vẫn chưa qua được cây cầu phao độc nhất bắc qua sông Meuse, vốn đang bị tắc nghẽn giao thông, nhưng chiều muộn hôm ấy kế hoạch đã bất ngờ thay đổi và có quyết định cho tấn công mà không có pháo binh yểm trợ ngoại trừ duy nhất một khẩu đội pháo 105 li. Không quân Đức đã cho tiến hành một cuộc oanh tạc bằng máy bay Stuka tại quân khu Mill, ngay trước cuộc tiến công và đã đánh tan tác nhiều quân phòng thủ Hà Lan, tạo nên một điểm yếu trên cả phòng tuyến, tại những nơi mà quân Hà Lan bị đánh bật ra. Quân Đức đã chưa kịp tận dụng cơ hội này nhưng đại tá Schmidt vào lúc 20h30 cũng ra lệnh bỏ vị trí Peel-Raam và lui quân về phía tây đến kênh đào Zuid-Willemsvaart.
Cuối ngày hôm ấy, ở phía bắc, sư đoàn kỵ binh số 1 Đức đã tới được tuyến Meppel – Groningen. Sự chậm trễ này chủ yếu là do các vấn để hậu cần và bởi vì các đội công binh Hà Lan đã phá sập 236 cây cầu chứ không phải tại sự chống cự yếu ớt của các đội quân biên phòng Hà Lan.
Xa nhất về phía nam, 6 tiểu đoàn biên phòng tại tỉnh Limburg không ngăn nổi cuộc tiến quân của Tập đoàn quân số 6 Đức; cho đến cuối ngày hôm đó khu vực này đã bị tràn ngập và thành phố Maastricht bị bao vây, mở đường cho Đức mở cuộc tấn công mồi nhử tiến vào miền trung nước Bỉ; tuy nhiên Đức đã thất bại trong việc chiếm giữ nguyên vẹn các cây cầu bắc qua sông sông Meuse tại đây, điều này khiến họ phải hoãn cuộc tiến quân của Sư đoàn Thiết giáp số 4 cho đến ngày hôm sau.

### Ngày 11 tháng 5
Ngày 11 tháng 5 Đại tướng tư lệnh quân đội Hà Lan Winkelman có hai vấn đề cấp bách trước mắt cần giải quyết. Thứ nhất ông ta phải loại trừ các đội quân không vận của Đức. Cho dù cuộc tấn công chiến lược đã thất bại, ông vẫn lo ngại đối phương sẽ tập trung thêm quân dọc theo đường Waalhaven và biết rằng việc lực lượng không vận Đức chiếm giữ các cây cầu tại Moerdijk là một trở ngại lớn đối với việc tiếp tế của quân Đồng minh cho Pháo đài Holland. Vấn đề thứ hai liên quan mật thiết với vấn đề thứ nhất: đó là để cho quân đội Pháp thiết lập một tuyến phòng thủ mạnh tại Bắc Brabant, nhằm liên kết pháo đài Holland với quân chủ lực Đồng minh tại Bỉ.
Thế nhưng, cả hai vấn đề này đều không được giải quyết gì nhiều trong ngày hôm đó. Cuộc phản công theo kế hoạch của Sư đoàn Khinh binh vào các đội quân không vận Đức tại IJsselmonde đã bị thất bại. Lúc này Đức cho lính dù đóng giữ cây cầu bắc qua sông Noord, và khiến cho người Hà Lan không thể chiếm được nó. Nhiều cố gắng vượt sông bằng thuyền cũng chỉ thiết lập được một số đầu cầu bị cô lập, và lúc 10h15 sáng, Sư đoàn Khinh binh đã được lệnh ngừng tấn công để đi tiếp viện cho đội quân Hà Lan trên đảo Dordrecht, và họ đã tới nơi vào đêm hôm đó.
Trước đó, cùng ngày, các tiểu đoàn Hà Lan đã hai lần tiến hành công kích vào sườn phía tây của quân Đức. Tiểu đoàn thứ nhất, được rút từ biên giới Bỉ về, một phần đã vượt sông Oude Maas ở hai vị trí Oud-Beijerland và Puttershoek, phần còn lại đã cố gắng băng qua cây cầu tại Barendrecht để tiến vào IJsselmonde; tiểu đoàn thứ hai, lấy từ lực lượng của Pháo đài Holland đóng tại Hoekse Waard, đã băng qua sông Dordtse Kil để lên đảo Dordrecht bằng phà tại Wieldrecht từ hôm trước và giờ cố gắng để mở rộng đầu cầu của mình. Mặc dù cuộc vượt sông về cơ bản thành công, nhưng tiểu đoàn thứ nhất do bị thiếu pháo binh yểm trợ nên không tiến hành được trọn vẹn; bị phục kích và đánh tan tác, nhiều người bị bắt làm tù binh. Một đơn vị do thám của Pháp, nhóm trinh sát trực thuộc sư đoàn bộ binh số 12 (GRDI-Groupe de reconnaissance de division d'infanterie), vào chiều hôm đó với sự giúp đỡ của các tiểu đoàn biên phòng khác của Hà Lan đã thử tấn công vào đầu cầu phía nam Moerdijk, nhưng các xe thiết giáp thuộc đội giáp số 6 (Cuirassiers) cùng với lực lượng tiếp viện của nó đã bị các máy bay Stuka Đức oanh tạc dữ dội và phải rút lui.

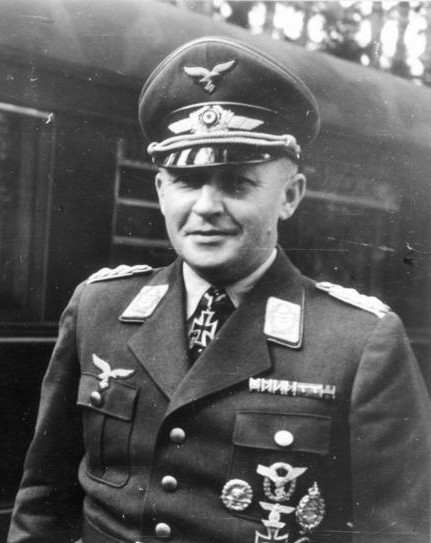
Kurt Student, chỉ huy lực lượng lính dù Đức

Tại Rotterdam, dù đã được tăng cường thêm 1 trung đoàn bộ binh, nhưng những cố gắng của người Hà Lan nhằm đánh bật hoàn toàn lính dù Đức ra khỏi đầu cầu tại bờ bắc sông Maas đều thất bại. Dù có sự cho phép của tướng Student, viên tư lệnh quân Đức tại Rotterdam đã từ chối rút lui khỏi đầu cầu này và một số ít quân phòng thủ Đức vẫn kiên cường cố thủ trong một toà nhà văn phòng độc nhất, có một con kênh đào phía trước bảo vệ và được che chở bởi hoả lực quân Đức từ bờ phía nam con kênh. 2 máy bay ném bom còn lại của Hà Lan cũng không phá huỷ được cây cầu Willemsbrug. Ngoài ra người Đức còn bám trụ ở gần Den Haag, tại đó không có một cuộc tấn công nào được tiến hành nhằm tiêu diệt các nhóm lính dù bị cô lập tại đây, tổng cộng 1.600 người, và họ đã tập hợp lại thành công.
Tại Bắc Brabant, tình hình đã ngay lập tức trở nên nghiêm trọng. Quân Pháp đã hy vọng rằng cuộc kháng cự của người Hà Lan tại Meuse và vị trí Peel-Raam, với một lực lượng khoảng 5 sư đoàn mạnh, sẽ có thể cho họ ít nhất 4 ngày để tạo lập một tuyến phòng thủ gần Breda. Họ bất ngờ khi nhận ra rằng 3 sư đoàn Hà Lan mạnh nhất đã được điều lên phía bắc và phần còn lại thì đang rút lui toàn diện. Sự rút lui của sư đoàn Peel khỏi vị trí Peel-Raam về Zuid-Willemsvaart, một con kênh đào cách đó từ 10 đến 30 km về phía tây, có nghĩa là để lại sau lưng những vị trí kiên cố, cũng như toàn bộ pháo binh và súng máy hạng nặng, để đổi lấy một phòng tuyến hoàn toàn chưa được chuẩn bị gì cả. Thêm nữa, bờ đông của con kênh đào này cao hơn phía bờ tây, tạo nên một vỏ bọc che chở tuyệt vời các đội quân tấn công. Và cuối cùng, mệnh lệnh rút lui đã không tới được với các đội quân tại Mill; khiến cho khu vực trên kênh đào ở gần Heeswijk bị hở sườn trái; do khu vực này vẫn còn một cây cầu chưa bị phá huỷ, nên quân Đức đã dễ dàng băng qua con kênh vào lúc 13h00. Cuộc vượt kênh thứ hai của Đức tại Erp đã dẫn đến sự sụp đổ của toàn bộ chiến tuyến. Đến cuối ngày 11, quân Đức đã qua được kênh Zuid-Willemsvaart tại nhiều điểm và sư đoàn Peel phần lớn đã tan rã. Kế hoạch tập trung lực lượng trên tuyến Tilburg-'s-Hertogenbosch của đại tá Schmidt vậy là không đem lại một kết quả nào. Do người Pháp không chịu tiến quân xa hơn về phía bắc quá Tilburg, trừ một số xe thiết giáp trinh sát tiến được đến Berlicum, nên đã tạo ra một khoảng trống rất nguy hiểm. Vì vậy Winkelman đã đề nghị chính phủ Anh giúp đỡ bằng cách phái một quân đoàn đi tiếp ứng cho các vị trí của đồng minh tại đây và cho không quân ném bom sân bay Waalhaven.
Mọi hoạt động của Hà Lan ở miền nam đều được tiến hành dựa trên quan điểm cho rằng tuyến Grebbe có thể độc lập đánh bại được các cuộc tấn công; thậm chí một phần lực lượng dự bị của nó còn bị điều đi để tổ chức cuộc phản công vào các lực lượng không vận của Đức. Thế nhưng, phòng tuyến này vẫn còn tồn tại một vấn đề lớn. Các bộ phận cơ giới thuộc sư đoàn SS Standarte "Der Führer", đi trước sư đoàn bộ binh số 207, đã tới phần cực nam của tuyến Grebbe, phía trước đồi Grebbeberg, vào tối ngày mùng 10. Đoạn phòng tuyến này được chọn là tuyến tấn công chính của sư đoàn "Der Führer" do nó không có vùng nước ngập chắn phía trước. Thay vào đó người Hà Lan đã xây dựng tại đây một tuyến tiền đồn (voorpostenlinie) do 2 đại đội bộ binh trấn giữ. Vào khoảng 3 giờ rưỡi sáng ngày 11, pháo binh Đức bắt đầu bắn phá các đồn bốt này, tiếp đó vào lúc bình minh 2 tiểu đoàn thuộc sư đoàn Der Führer liền tấn công. Do cuộc pháo kích đã làm đứt các đường dây điện thoại, quân Hà Lan đã không thể kêu gọi thêm pháo binh tiếp cứu. Cuộc phòng thủ còn bị cản trở bởi thực tế địa hình khu vực vẫn chưa được dẹp hết cây cối, tạo thành những nơi ẩn nấp hiệu quả cho quân tấn công. Đến trưa Đức hoàn thành được một cuộc đột phá tại cực bắc tuyến tiến đồn và các vị trí của Hà Lan lần lượt bị đánh bọc từ phía sau. Các đại đội Hà Lan bị yếu thế về số lượng và trang bị vũ khí đã kháng cự hết mức có thể, nhưng đến tối, tất cả các đồn bốt này đã nằm trong tay quân Đức. Tư lệnh quân đoàn số 2, thiếu tướng Jacob Harberts, đã không có được hành động sáng suốt trước tình hình này. Do không biết rằng các đội quân cơ giới SS đã được tung vào trận chiến, và tin chắc rằng các đồn bốt chỉ vì sự hèn nhát của quân phòng thủ nên mới bị bao vây bởi một lực lượng thăm dò nhỏ của Đức, ông ta đã ra lệnh tiến hành một cuộc phản công ban đêm với tiểu đoàn dự bị duy nhất thuộc sư đoàn số 4. Cuộc phản công cuối cùng đã phải từ bỏ, vì khi tiếp cận, tiểu đoàn này đã bị bắn bởi hoả lực từ quân đồn trú phòng tuyến, những người không được biết về cuộc tấn công. Thế nhưng, hoả lực pháo binh dự bị ác liệt của Hà Lan cũng đã đem lại hiệu quả ngoài dự kiến là khiến cho quân Đức phải từ bỏ một cuộc tấn công dự định tiến hành trong đêm đó.
Trong khi ấy tại phía bắc, sư đoàn kỵ binh số 1 của Đức đã hành quân qua tỉnh Friesland, tiến về phòng tuyến dự bị cuối cùng của Hà Lan, tuyến Wonsstelling, và đến được Sneek vào tối hôm đó. Hầu hết quân Hà Lan đều đã được rút khỏi miền bắc qua con đường Afsluitdijk.

### Ngày 12 tháng 5
Sáng ngày 12 tháng 5 Đại tướng Winkelman vẫn đang khá lạc quan. Ông ta cho rằng còn có thể thiết lập một phòng tuyến vững chắc tại Bắc Brabant với sự giúp đỡ của Pháp đồng thời tin rằng có thể loại trừ lực lượng không vận Đức, và không nhận thấy mối nguy hiểm đặc biệt nào đối với tuyến Grebbe. Và cũng trong ngày hôm đó những hy vọng này của ông ta đã hoàn toàn bị sụp đổ.
Trong 2 ngày đầu tiên, Sư đoàn Thiết giáp số 9 không có hoạt động gì đáng kể. Nó chỉ vượt qua sông Meuse vào sáng sớm ngày 11 tháng 5 và trong ngày hôm đó đã không thể tiến nhanh trên những tuyến đường đang bị tắc nghẽn do các đoàn tàu tiếp tế của những sư đoàn bộ binh. Do trận tuyến của Hà Lan đang tan rã, sư đoàn thiết giáp này giờ quyết định hành quân đi bắt liên lạc với các đội quân không vận. Quân Pháp đã không làm gì để cản trở hoạt động này. Do thiếu thời gian chuẩn bị thích hợp và do tập đoàn quân số 6 của Đức đang đe dọa bên sườn phải, Gamelin đã ra lệnh cho tập đoàn quân số 7 Pháp rút về phía nam Lữ đoàn Cơ giới Hạng nhẹ (Brigade Légère Mecanique) số 2, một phần của sư đoàn cơ giới hạng nhẹ số 1 - lúc này đã tới Tilburg, và cho ngừng cuộc tiến quân của sư đoàn bộ binh cơ giới (Division d'Infanterie Mecanisée) số 25 tại Breda, để không tiến quá phía bắc sông Mark. Do mệnh lệnh ban đầu là chiếm khu Geertruidenberg không được tiến hành nên tuyến đường đến các cây cầu tại Moerdijk giờ bị bỏ ngỏ và sư đoàn thiết giáp Đức đã không phải giao chiến với lực lượng mạnh này của Pháp. Các bộ phận trinh sát của Sư đoàn Thiết giáp số 9 đã triệt để tận dụng cơ hội đó: lúc bình minh họ đã bất ngờ đột kích đại tá Schmidt tại phía bắc Tilburg, gần Loon op Zand, và bắt được ông làm tù binh; các đội quân Hà Lan trong tỉnh này do đó bị mất hoàn toàn sự chỉ huy thống nhất. Lúc 16h45 các xe thiết giáp Đức đã thọc sâu 40 km về phía tây và tới được đầu cầu phía nam Moerdijk, chia cắt Pháo đài Holland với quân chủ lực Đồng minh. Các lực lượng phía bắc của Pháp không còn ở lại đây lâu: lúc 13h35 Gamelin đã ra lệnh cho toàn bộ quân Pháp tại Bắc Brabant rút lui toàn diện về Antwerp và tự giới hạn trong các cuộc giao tranh cản hậu với quân địch.
Sư đoàn Khinh binh đã cố gắng chiếm lại đảo Dordrecht một cách có hệ thống và mở cuộc tiến quân trên một trận tuyến rộng lớn với 4 tiểu đoàn được yểm trợ bởi lực lượng pháo binh nhỏ. Bên sườn trái, do không có quân địch hiện hữu nên cuộc hành quân diễn ra đúng kế hoạch, nhưng tiểu đoàn bên sườn phải đã chạm trán với một đội quân tấn công cấp tiểu đoàn mà tướng Student đã tình cờ điều đi bọc đánh sau lưng khu ngoại ô thành phố nhằm giảm bớt áp lực mà quân đồn trú Hà Lan gây ra cho lực lượng đang chiếm giữ cầu Dort của ông ta. Một cuộc chiến đường phố hỗn loạn đã nổ ra, quân Đức dần chiếm ưu thế và đánh lui được đối phương; các đơn vị khác của Hà Lan sau đó cũng ngừng tiến công vào khoảng giữa trưa. Mặc dù bộ tư lệnh tối cao Đức đã ngay lập tức lệnh cho tập trung một lực lượng mạnh hơn để tiến hành truy kích, nhưng do không có mệnh lệnh chỉ huy rõ ràng nên không một cuộc tấn công tiếp theo nào diễn ra trong ngày hôm đó.
Tại Rotterdam và lân cận Den Haag chỉ có rất ít các hoạt động quân sự được tiến hành chống lại lính dù Đức, và hầu hết các tướng lĩnh Hà Lan, vẫn còn lo ngại về nguy cơ gián điệp được phỏng đoán, đã tự hạn chế mình trong công tác bảo vệ an ninh; và đồng thời họ cũng đã nhận được mệnh lệnh của cấp trên không cho tổ chức một cuộc tấn công nào có quy mô trên cấp đại đội.

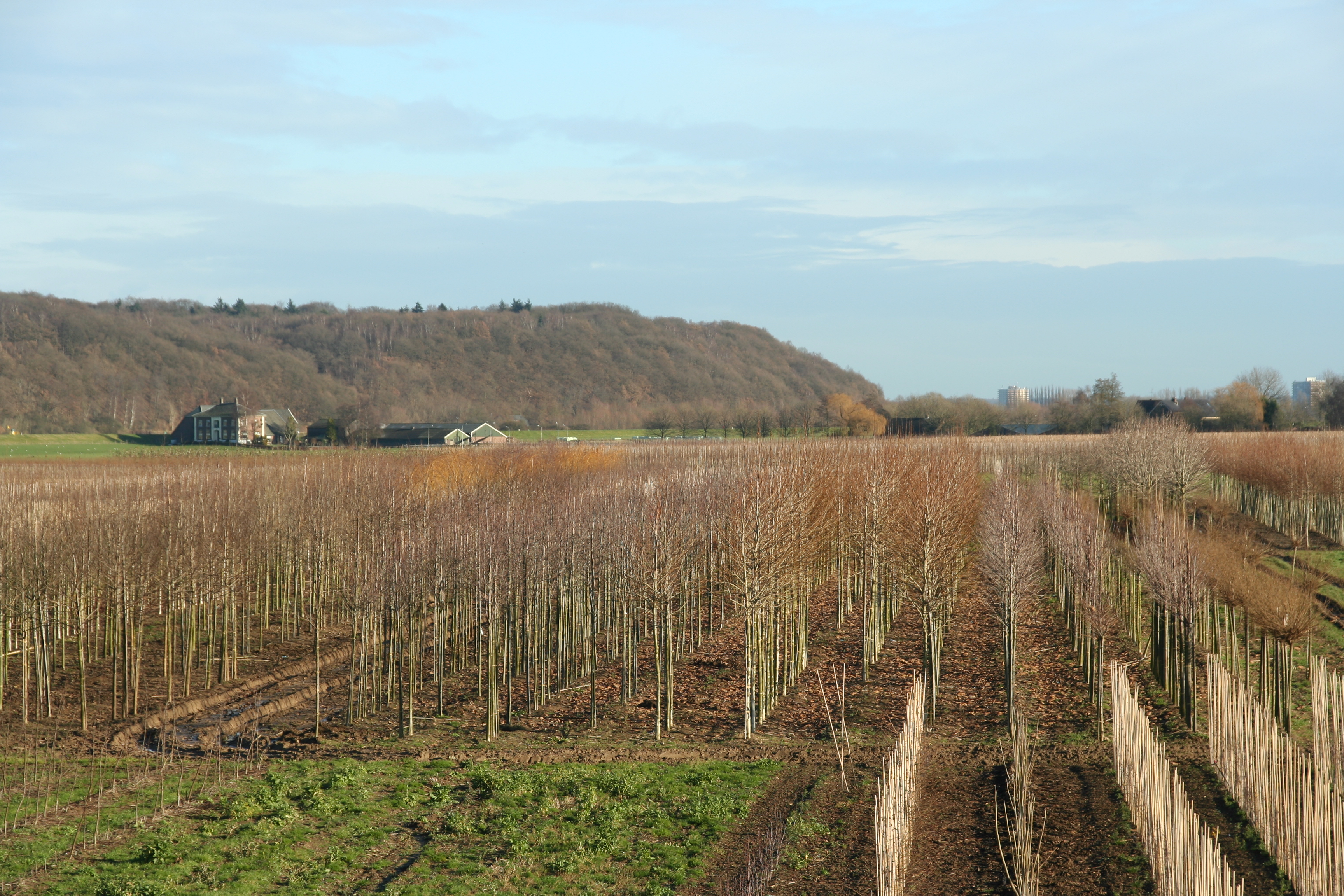
Đồi Grebbeberg nhìn từ phía nam; vùng bùn lầy quay về phía quân tấn công từ hướng đông

Trong khi tình thế ở miền nam đang trở nên nghiêm trọng, thì ở phía đông người Đức cũng đã có thành công bước đầu trong việc đánh bật quân phòng thủ Hà Lan ra khỏi đồi Grebbeberg. Sau một đợt pháo kích chuẩn bị vào buổi sáng, một tiểu đoàn thuộc sư đoàn Der Führer vào khoảng trưa đã tấn công trên một khu vực rộng 800 mét thuộc phòng tuyến chính, với một đại đội Hà Lan phòng giữ. Lợi dụng việc có nhiều góc chết trong mạng lưới hỏa lực quân Hà Lan, tiểu đoàn này đã ngay lập tức chọc thủng các vị trí vốn không có tính chiều sâu. Một tiểu đoàn khác của Đức sau đó đã mở rộng lỗ hổng phòng ngự này về phía bắc. Pháo binh Hà Lan, dù có sức mạnh tương đương với bên Đức, đã không thể tấn công lực lượng bộ binh tập trung của đối phương, phần lớn phải giới hạn trong việc bắn chặn quân địch. Cách đó 800 mét về tây là Tuyến Ngăn chặn (Stop Line), một hệ thống hầm hào liên hoàn mà từ đó quân phòng thủ dự định sẽ tiến hành phòng ngự tích cực và mở các cuộc phản công cục bộ, nhưng do thiếu hụt về số lượng, vũ khí hạng nặng cũng như trình độ huấn luyện nên họ đã không thể chống lại các toán quân SS được đào tạo bài bản. Đến tối hôm đó quân Đức đã nắm quyền kiểm soát toàn bộ khu vực rừng cây rậm rạp nằm giữa hai phòng tuyến này. Khi phát hiện ra một điểm yếu trên trận tuyến, một trong những chỉ huy tiểu đoàn quân SS, trung tá Hilmar Wäckerle, trong một ví dụ hiếm hoi về chiến thuật đột nhập của toàn chiến dịch, đã bất ngờ cho tấn công với lực lượng khoảng một đại đội được tập hợp vội vàng, phá vỡ Tuyến Ngăn chặn, nhanh chóng tiến xa cả dặm về phía tây cho đến khi bị chặn lại bởi phòng tuyến dự bị cuối cùng dọc theo tuyến đường xe lửa tại Rhenen. Cuộc đột phá đã gây nên nỗi kinh hoàng trong đám quân phòng thủ, hiện giờ phần lớn họ đã bỏ chạy khỏi Tuyến Ngăn chặn; nhưng do Wäckerle không có đủ thời gian để phối hợp hành động với các đơn vị khác, nên không tận dụng được triệt để cơ hội này. Ổn định được tái lập trên Tuyến Ngăn chặn và đại đội SS liền bị cô lập và bao vây. Cuộc tấn công của Đức đã khiến phòng tuyến chủ chốt của Hà Lan bị bỏ trống hơn 2 dặm về phía bắc, do các quân phòng thủ tại đây sợ bị tấn công từ phía sau.
Người Hà Lan đã hiểu rằng lực lượng phòng giữ tuyến Grebbe sẽ không đủ sức để tự mình đẩy lui các cuộc tấn công; giờ họ dự định sẽ cố gắng cầm cự đủ lâu để cho các lực lượng dự bị đến tiếp cứu. Những diễn biến từ ngày hôm trước đã cho thấy cuộc tấn công chính của Đức đang gần kề, thế nhưng hầu hết các đội dự bị này đã không thể đến đúng lúc để tham gia cuộc chiến tại khu vực phòng thủ giữa 2 hệ thống hầm hào. Một vấn đề nghiêm trọng nữa là Tuyến Ngăn chặn không có tính chiều sâu và thiếu hụt các chỗ trú ẩn đủ lớn để chứa được đầy đủ lực lượng cần thiết cho việc mở một cuộc phản công mạnh trên chính diện. Vì vậy cho đến khuya đã có quyết định ngày hôm sau sẽ tiến hành một cuộc tấn công bọc sườn đối phương từ phía bắc.
Ở phía bắc, vị trí Wons tạo nên một đầu cầu tại đầu phía đông tuyến đường Afsluitdijk; có chu vi dài vào khoảng 9 km bao gồm một diện tích đủ để tiếp nhận một số lượng lớn quân lính rút lui mà không gây nguy cơ tổn thương cao khi bị không quân tấn công. Ngày 12 tháng 5 chỉ còn các đơn vị với lực lượng tổng cộng 2 tiểu đoàn đóng lại đây, như vậy mặt trận này được bảo vệ rất yếu ớt. Đơn vị đầu tiên của Đức tới nơi đã tận dụng điều kiện này, tiểu đoàn đi xe đạp duy nhất thuộc sư đoàn kỵ binh số 1, vào buổi trưa tập trung lại để tiến hành một cuộc tấn công và phá thủng trận tuyến, buộc quân phòng thủ phải rút về phía con đường Afsluitdijk. Sau khi quân Đức cắt đứt được con đường thoát này; người Hà Lan liền chạy về cảng nhỏ Makkum, tại đây họ nhổ neo và mang theo những con tàu cuối cùng còn lại tại bờ đông hồ IJssel, ngăn chặn mọi khả năng vượt hồ của đối phương, khiến kế hoạch đó của Đức giờ phải từ bỏ.

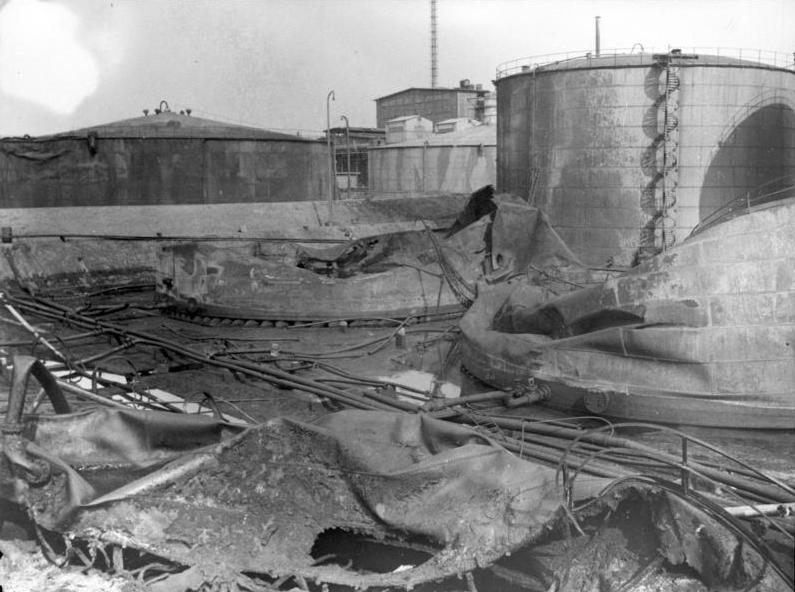
Kho dầu của công ty Shell bị đốt cháy

Chiều hôm ấy Đại tướng Winkelman hay tin về lực lượng thiết giáp đang tiến quân tại vùng Langstraat, trên con đường giữa 's-Hertogenbosch và các cây cầu tại Moerdijk. Ông ta vẫn nuôi hy vọng rằng lực lượng này là của Pháp, nhưng việc đài Bremen loan báo lúc 23h00 rằng xe tăng Đức đã kết nối được với các đội quân dù đã dập tắt hy vọng đó. Rốt cục ông ta cũng bắt đầu hiểu được thực chất chiến lược của Đức. Giờ ông ra lệnh cho các đội pháo binh tại Hoekse Waard phải tìm cách phá hủy các cây cầu tại Moerdijk và phái một đội công binh đặc biệt tại Rotterdam đi phá sập cầu Willemsbrug. Quá bi quan về tình cảnh nói chung của Hà Lan, ông còn lệnh cho thiêu hủy toàn bộ lượng dầu dự trữ chiến lược khổng lồ của công ty Royal Dutch Shell tại Pernis. Chiều hôm ấy sau khi nghe Winkelman trình bày những lo ngại của mình, chính phủ Hà Lan đã đề nghị Winston Churchill hỗ trợ cho 3 sư đoàn nhằm đảo ngược tình thế, nhưng vị thủ tướng mới của nước Anh trả lời đơn giản là ông ta không có lực lượng dự trữ nào; mặc dù vậy 3 tàu phóng ngư lôi Anh cũng đã được điều đến hồ IJssel.
Bộ chỉ huy tối cao Đức thì ngược lại, rất hài lòng. Đã từng có lo ngại rằng ngày thứ ba của chiến dịch sẽ có thể trở thành một "ngày khủng hoảng", khi quân đoàn số 26 sẽ phải đụng độ ở gần Breda với nhiều quân Pháp và có thể một số quân Bỉ hay thậm chí cả quân Anh nữa. Bởi vậy von Bock đã yêu cầu cho tăng viện thêm một quân đoàn khác cho nhiệm vụ này. Khi đòi hỏi này bị tham mưu trưởng Franz Halder từ chối, ông ta đã dàn xếp rằng ít nhất một tổng hành dinh quân đoàn phụ sẽ được thiết lập để chỉ đạo tình hình chiến lược phức tạp khi vừa phải tiến đánh quân Đồng minh vừa tiến vào Pháo đài Holland qua các cây cầu ở Moerdijk. Đến ngày 12 tháng 5 không có một sự khủng hoảng thực tế nào có vẻ sẽ trở thành sự thật, von Bock quyết định rằng quân đoàn số 26 sẽ chịu trách nhiệm đuổi theo quân Pháp về phía Antwerp, trong khi vài lực lượng do tổng hành dinh mới, Generalkommando XXXIX, dưới quyền tướng Rudolf Schmidt, chỉ đạo, sẽ tiến lên phía bắc, gồm sư đoàn bộ binh số 254, phần lớn Sư đoàn Thiết giáp số 9 và trung đoàn SS Leibstandarte Adolf Hitler.

### Ngày 13 tháng 5
Sáng sớm ngày 13 tháng 5, Đại tướng Winkelman báo cáo trước chính phủ Hà Lan rằng tình hình chung đã trở nên rất nghiêm trọng. Trên bộ, quân Hà Lan đã bị tách rời khỏi trận tuyến của Đồng minh và rõ ràng là sẽ không có cuộc đổ bộ lớn nào của Đồng minh như mong đợi để tiếp ứng trên biển cho Pháo đài Holland; mà không có sự hỗ trợ đó thì cũng không có hy vọng một cuộc kháng chiến lâu dài thắng lợi. Ngoài ra, xe tăng Đức có thể sẽ nhanh chóng vượt qua Rotterdam; và Winkelman đã ra lệnh cho toàn bộ súng chống tăng hiện có phải bố trí tại xung quanh Den Haag, nhằm bảo vệ nơi đặt trụ sở chính phủ. Tuy nhiên, sự sụp đổ ngay lập tức của hệ thống phòng thủ Hà Lan có thể tránh được nếu tiến hành phản công theo kế hoạch nhằm bịt chặt trận tuyến phía nam gần Dordrecht và khôi phục tuyến phòng thủ phía đông tại đồi Grebbeberg. Do đó nội các đã quyết định sẽ tiếp tục chiến đấu trong thời điểm hiện tại, và ra lệnh cho đại tướng phải cho quân đội đầu hàng khi mà ông ta thấy cần thiết cùng với chỉ thị phải tránh những hy sinh vô ích. Tuy vậy người ta cũng thấy cần thiết phải đưa Nữ hoàng Wilhelmina tới nơi an toàn; bà đã khởi hành vào buổi trưa hôm đó tại Hoek van Holland, nơi một tiểu đoàn cận vệ Ireland của Anh đã có mặt, trên con tàu khu trục HMS Hereward. Do thủy lôi khiến cho hành trình tới Zeeland trở nên quá nguy hiểm, rốt cuộc con tàu đã phải đổi hướng đến đến Anh quốc. Tối hôm trước đó, theo sự sắp xếp từ trước cuộc tấn công, công chúa Juliana, cùng chồng là hoàng tử Bernhard và các con, đã khởi hành tại IJmuiden trên tàu HMS Codrington để đến Harwich. Do nữ hoàng chính thức là một phần quan trọng của chính phủ, sự ra đi của bà đã khiến cho nội các phải đứng trước lựa chọn sẽ đi cùng bà hay ở lại. Sau nhiều lần tranh cãi nảy lửa họ đã quyết định cùng ra đi: các bộ trưởng lên tàu lúc 19h20 từ Hoek van Holland trên tàu HMS Windsor, trao lại toàn bộ quyền hạn tại tổ quốc cho Winkelman, và rồi cuối cùng thiết lập nên một chính phủ lưu vong tại London.
Trong khi 2 đại đội xe tăng thuộc Sư đoàn Thiết giáp số 9 vẫn cùng Quân đoàn số 26 đuổi theo quân Pháp đang rút lui, 4 đại đội khác đã bắt đầu vượt cây cầu tại Moerdijk từ lúc 5h20. Người Hà Lan đã cố gắng ngăn chặn cuộc tiến quân của họ. Chiếc máy bay ném bom hạng trung cuối cùng còn hoạt động, một chiếc Fokker T. V, vào khoảng 6h00 đã thả 2 quả bom xuống cây cầu; một quả đã đánh trúng trụ cầu nhưng không nổ; và chiếc máy bay này đã bị bắn hạ. Các khẩu đội Hà Lan tại Hoekse Waard, bất chấp máy bay ném bom bổ nhào tấn công, đã cố gắng phá sập cây cầu bằng pháo binh, nhưng cây cầu với kết cấu đồ sộ chỉ bị hư hại nhẹ. Nỗ lực kéo quân đánh rấn vào đảo Dordrecht cũng thất bại, do các kênh rạch dẫn vào đảo quá nhỏ hẹp.
Sư đoàn Khinh binh đã cố gắng cắt đứt trận tuyến của Đức bằng cách tiến về phía tây và bắt liên lạc với một đầu cầu nhỏ bằng phà trên kênh Dortse Kil. Tuy nhiên, đã có 2 trong số 4 tiểu đoàn hiện có đã bị tiêu hao nặng trong nỗ lực bất thành nhằm chiếm lại vùng ngoại ô Dordrecht; và khi 2 tiểu đoàn còn lại tiến đến đại lộ chính thì bị đón đầu bởi vài tá xe tăng Đức. Tiền quân của Hà Lan, không hay biết về sự có mặt của chúng, đã tưởng nhầm những tấm vải đỏ buộc trên đỉnh các xe tăng này (để cho không quân Đức nhận dạng) là những lá cờ màu cam mà các xe cộ Pháp có thể dùng để biểu thị thiện ý của mình — màu cam mà người Hà Lan xem như biểu tượng đất nước họ — và chạy đến để chào đón, họ chỉ nhận ra sai lầm của mình khi bắt đầu bị tàn sát như rạ. Các tiểu đoàn này, mất tinh thần sau cuộc bắn phá, đã bỏ chạy về phía tây; và thoát khỏi kết cục thảm khốc nhờ vào các khẩu đội pháo 47 li và 75 li phá hủy được 2 xe tăng Panzer II bằng hỏa lực đạn xuyên giáp trực tiếp, sau đó các xe tăng Đức còn lại đã rút lui. Sư đoàn Khinh binh tiếp đó đã hoàn tất thành công cuộc rút lui có trật tự về Alblasserwaard vào khoảng 13h00. Chiều hôm ấy 8 xe tăng Đức đã bức hàng được vị trí đầu cầu ở Dortse Kil. Một đại đội xe tăng còn mạo hiểm cố chiếm lấy thành phố cổ Dordrecht mà không có bộ binh tham gia, họ tràn qua được các chướng vật, nhưng cuối cùng bị đánh lui sau một trận hỗn chiến đường phố ác liệt với 2 xe Panzer II bị phá hủy và 3 chiếc khác hư hại nặng. Nhưng rồi toàn bộ quân Hà Lan đã bỏ hòn đảo và rút đi trong đêm hôm đó.
Lực lượng thiết giáp Đức hành quân về phía bắc qua cầu Dordrecht để lên đảo IJsselmonde. 4 xe tăng, gồm 3 chiếc Panzer II và 1 chiếc Panzer III của trung đội tham mưu thuộc tiểu đoàn xe tăng số 1, từ đây đã tràn qua cầu Barendrecht tiến vào Hoekse Waard, nhưng tất cả đã bị một khẩu đại bác chống tăng 47 li duy nhất phá hủy. Dù sau đó người Đức không tiếp tục cuộc tấn công, quân Hà Lan vẫn rút ra khỏi khu vực này.
Tại Rotterdam Đồng minh đã tiến hành cố gắng lần cuối cùng trong việc phá sập cây cầu Willemsbrug. Viên tư lệnh tiểu đoàn cận vệ Ireland số 2 tại Hoek van Holland đã từ chối tham gia nhiệm vụ này vì nó nằm ngoài phạm vi các mệnh lệnh ông ta nhận được. 2 đại đội Hà Lan, một trong đó là lính thủy đánh bộ, đã xông về phía đầu cầu. Khi quân Hà Lan tiến đến cầu và 50 lính Đức phòng thủ trong căn nhà phía trước cây cầu sắp phải buông súng đầu hàng thì cuộc tấn công bị bỏ dở, do quân hoả lực mạnh của quân Đức từ bên kia sông đánh ngang sườn.
Ở phía bắc, tư lệnh sư đoàn kỵ binh số 1, thiếu tướng Kurt Feldt, do thiếu tàu bè nên phải đối mặt với nhiệm vụ không mong muốn là vượt qua đường Afsluitdijk. Vị trí Kornwerderzand chặn giữ tuyến đường này và bảo vệ một hệ thống cống lớn phức tạp có nhiệm vụ điều chỉnh mức nước của hồ IJssel đủ cao sao cho Pháo đài Holland luôn ngập nước. Tại các công sự phòng thủ chủ chốt có đặt đại bác chống tăng 55 li. Trước và sau các cửa cống về hai bên trái phải là con kênh dài với các cầu tàu nhô ra; trên đó có các công sự bê tông ngầm được xây dựng để người Hà Lan có thể bố trí một hệ thống hỏa lực bắn lia mạnh trên đập, mà không có lấy một nơi trú ẩn nhỏ nhất nào cho các đội quân tấn công. Ngày 13 tháng 5 vị trí này đã được tăng cường thêm một khẩu đội súng phòng không 20 li. Ý định ban đầu của Feldt là tiêu diệt những công sự này bằng một dàn súng cối bao vây, nhưng chuyến tàu vận chuyển vũ khí này đã bị chặn lại ngày 10 tháng 5 do cây cầu tại Winschoten bị đánh sập. Nhiều cuộc tấn công bằng không quân trong ngày 13 tháng 5 không đạt mấy hiệu quả; đến chiều muộn hôm ấy 5 tiểu đội xe đạp đã cố gắng tiếp cận hệ thống boongke chính dưới sự che chở của pháo binh bắn yểm trợ, nhưng đã phải ngừng lại khi gặp hỏa lực từ trên cao dội xuống; họ bị chết dí tại chỗ cho đến tối mới có thể rút lui dưới sự che chở của màn đêm, để lại sau lưng nhiều xác chết.
Ở phía đông người Đức đã cố gắng đè bẹp sự kháng cự tại tuyến Grebbe bằng cách triển khai thêm một sư đoàn khác thuộc quân đoàn 10: sư đoàn bộ binh số 227. Sư đoàn này sẽ phải đột phá theo một trục tiến công thứ hai gần Scherpenzeel, ở đó quân Đức đã phát hiện ra một khu vực khô ráo để bộ binh có thể tiến quân băng qua vùng ngập nước. Phòng tuyến này do sư đoàn bộ binh số 2 của Hà Lan phòng giữ. Đức dự định tổ chức cho 2 trung đoàn tiến đánh đồng thời tại 2 khu vực liền kề nhau. Tuy nhiên, bên cánh phải, khi trung đoàn bộ binh số 366 đã vào vị trí sẵn sàng cho cuộc tấn công, thì trung đoàn bộ binh số 412 bên cánh trái lại bị chậm trễ do bị hỏa lực từ các tiền đồn Hà Lan đánh vào sườn, và không đến được địa điểm đúng thời gian đã định. Kết quả là trung đoàn này đã phải đơn độc chiến đấu; dù sau đó có thêm một trung đoàn dự bị nữa đến trợ chiến, nhưng cuộc tiến công vào tuyến tiền đồn đã không thu được mấy kết quả. Cùng thời gian ấy, trung đoàn số 366 trong khi đang chờ đợi đã bị hỏa lực pháo binh tập trung của Hà Lan đánh tơi tả và phải rút lui, và như vậy cuộc tấn công của sư đoàn bộ binh số 227 bị thất bại hoàn toàn.

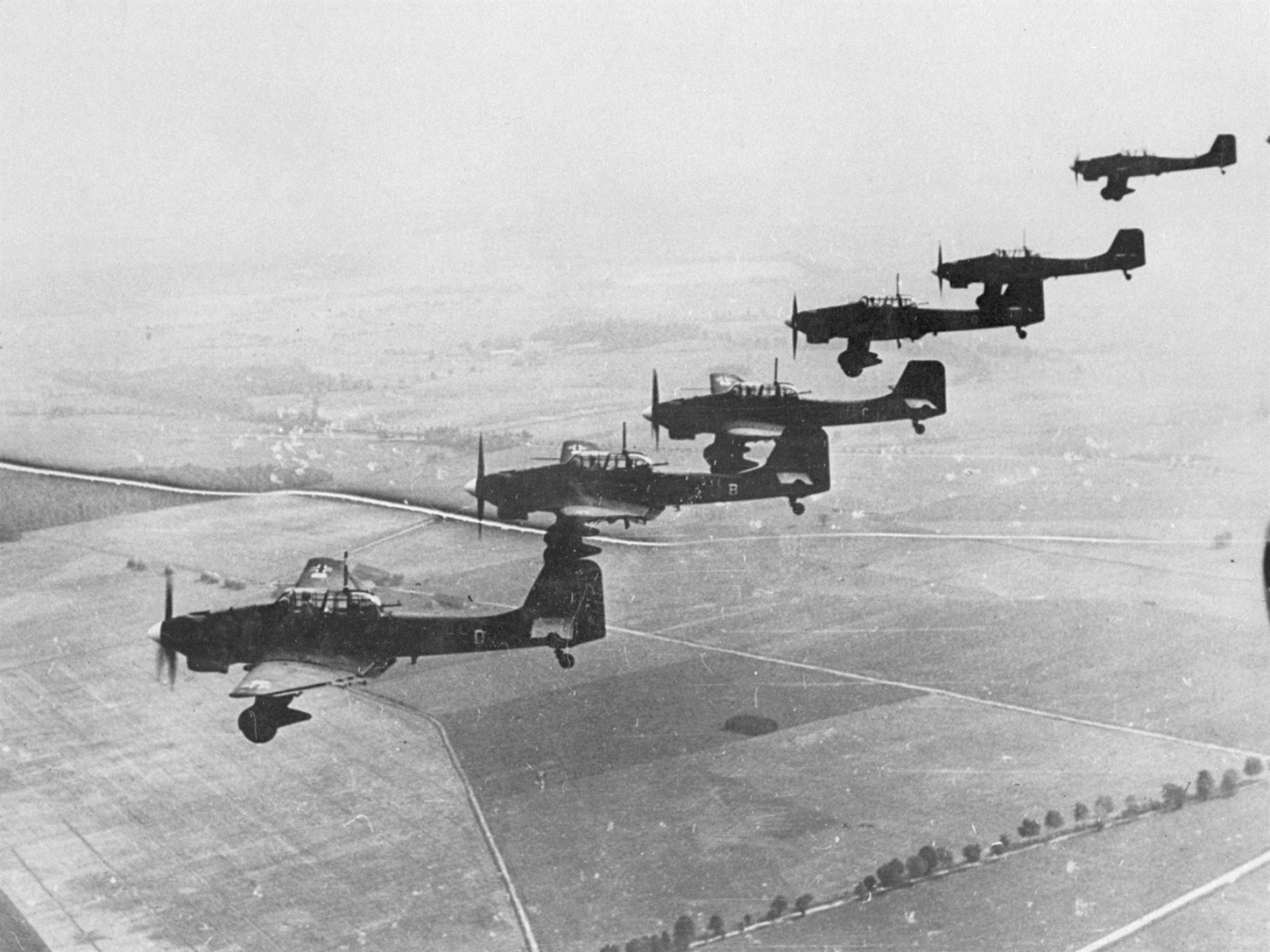
Junkers Ju 87 Bs.

Tại điểm cực nam của tuyến Grebbe, trên khu vực đồi Grebbeberg, quân Đức đã triển khai 3 tiểu đoàn SS (gồm lực lượng quân hỗ trợ) và 3 tiểu đoàn bộ binh mới thành lập còn thiếu kinh nghiệm thuộc trung đoàn bộ binh 322; 2 tiểu đoàn khác thuộc trung đoàn bộ binh 374 làm lực lượng dự bị tức thời. Bên phía Hà Lan, trong suốt buổi tối và đêm hôm 12-13 tháng 5, họ đã cho tập trung khoảng một tá tiểu đoàn để chuẩn bị phản công chiếm lại phòng tuyến chủ yếu. Các lực lượng này bao gồm những tiểu đoàn dự bị thuộc nhiều quân đoàn, sư đoàn và lữ đoàn khác nhau, cùng với lữ đoàn B độc lập, được rảnh tay sau khi Phòng Tuyến Chính ở Land van Maas en Waal bị rút bỏ trong cuộc tổng rút lui của quân đoàn 3 ra khỏi Bắc Brabant. Tuy nhiên, không phải tất cả các đơn vị này đều được dành cho một mục tiêu duy nhất. Vài tiểu đoàn đã được ném ngay vào trận chiến tại Tuyến Ngăn chặn, số khác được giữ làm đội dự bị, chủ yếu đóng sau phòng tuyến dự phòng gần đường xe lửa Rhenen, và 4 tiểu đoàn khác được dùng để tổ chức cuộc tấn công bọc sườn đối phương từ phía bắc, dưới quyền chỉ huy của lữ đoàn B. Cuộc phản công này chính do đó đã bị trì hoãn trong nhiều giờ và cuối cùng khi bắt đầu vào cuối buổi sáng ngày 13 tháng 5, thì quân Hà Lan lại đâm đầu vào tuyến hành quân của 2 tiểu đoàn Đức thuộc sư đoàn Der Führer, vốn đang chuyển hướng tiến công vòng lên phía bắc nhằm bọc đánh tuyến Grebbe từ phía sau mà không hay biết về ý định của Hà Lan. Một cuộc hỗn chiến bất ngờ nổ ra sau đó và quân tiên phong Hà Lan, do trang bị pháo binh yếu kém, nên vào khoảng 12h30 đã chịu thua trước đội quân SS đang lấn dần và phải rút lui toàn diện, cuộc rút lui sau đó đã biến thành một cuộc tàn sát khi mà 27 máy bay Junkers Ju 87 bắt đầu ném bom tại khu vực đồi Grebbeberg từ lúc 13h30 hôm đó.
Cùng lúc này, cũng ngay tại vùng đồi Grebbeberg, lần đầu tiên sư đoàn bộ binh số 207 được huy động vào trận khi mà 2 tiểu đoàn trực thuộc trung đoàn bộ binh số 322 của nó tấn công vào Tuyến Ngăn chặn. Đợt tấn công đầu tiên của Đức bị đánh bật ra với thương vong nặng nề, nhưng đến đợt thứ hai đã phá vỡ được tuyến hầm hào, và sau đó chiếm được phòng tuyến sau một trận công kích ác liệt. Trung đoàn này sau đó tiếp tục càn quét trong khu vực về phía tây, cho đến khi bị chặn lại do sức kháng cự của các đồn bốt chỉ huy của Hà Lan. Họ đã cùng với các tiểu đoàn SS ở phía bắc rút lui và tập hợp lại để triển khai một cuộc tấn công khác có pháo binh bắn dọn đường, tại một vị trí xa hơn về phía tây, nhằm chiếm tuyến dự bị Rhenen và ngôi làng Achterberg. Thế nhưng, những sự chuẩn bị đó đã trở nên không cần thiết: quân Hà Lan đã biến mất.
Cuộc oanh tạc của các máy bay Stuka mà đã đánh tan lữ đoàn B cũng đồng thời bẻ gãy luôn tinh thần của đội quân dự bị Hà Lan tại Rhenen, đội quân này sáng hôm đó đã gặp vấn đề nghiêm trọng trong kỷ luật, các đơn vị tan rã và bỏ chạy khỏi chiến trường trước hoả lực bắn chặn của Đức. Đến chiều phần lớn sư đoàn bộ binh số 4 đều đã chạy về phía tây. Bộ tư lệnh Hà Lan phải chấp nhận rằng bất cứ ý định nào nhằm bịt lỗ hở phòng tuyến, điều người Đức mong đợi họ làm, là vô ích, và kế hoạch điều 2 trung đoàn thuộc quân đoàn 3 đi tổ chức phản công phải bị huỷ bỏ. Lúc này đã xuất hiện một khoảng trống rộng 2 dặm trên phòng tuyến. Lo sợ sẽ bị bao vây, Van Voorst tot Voorst lúc 20h30 đã lệnh cho 3 quân đoàn phải lập tức bỏ cả tuyến Grebbe lẫn vị trí Waal-Linge và rút đi trong đêm về trận tuyến phía đông Pháo đài Holland, là Tuyến đường thủy Hà Lan Mới. Thế nhưng người Đức đã không tận dụng ngay thắng lợi của mình; đến tận 21h00 họ mới xuất hiện tại lỗ hổng này, cho đến lúc này các cuộc tiến quân tiếp theo đã không còn gặp sự kháng cự nào nữa.

### Ngày 14 tháng 5

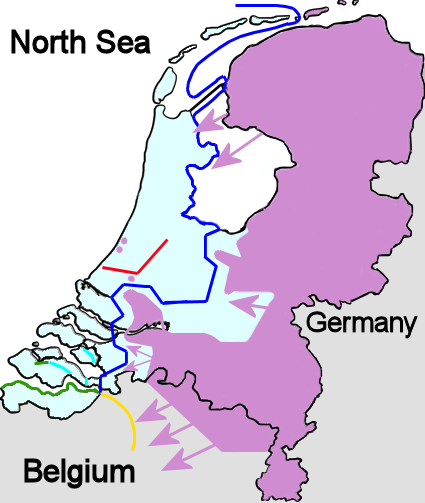
Tình hình chiến sự ngay trước cuộc oanh tạc Rotterdam.
Vị trí phòng tuyến của Hà Lan và phạm vi khu vực quân Hà Lan còn hiện diện
Phòng tuyến kiên cố của Hà Lan chống các phương tiện chiến đấu bọc thép
Tuyến phòng thủ tại Zeeland
Phòng tuyến Bỉ
Tuyến phòng ngự Pháp tại Hà Lan
Vị trí quân Đức và các khu vực Đức kiểm soát

Dù mang tâm lý bi quan và có chỉ thị nhận được là phải cho quân đội đầu hàng, Đại tướng Winkelman vẫn có xu hướng chờ đợi kết cục của các biến cố, trốn tránh việc đầu hàng vào hiện tại trừ khi điều đó là không thể tránh khỏi. Về điểm này, có lẽ ông ta bị thôi thúc bởi mong muốn cầm cự với quân Đức càng lâu càng tốt, nhằm giúp đỡ cho cuộc chiến của Đồng minh. Sáng sớm ngày 14 tháng 5, dù tình hình vẫn đang rất nghiêm trọng, nhưng vẫn chưa có sự khủng hoảng sâu sắc nào nổ ra. Tình trạng yên ổn vẫn hiển hiện tại Tổng hành dinh Hà Lan.
Tại phía bắc, từ lúc 9h00 pháo binh Đức lại bắt đầu bắn phá vị trí Kornwerderzand. Tuy nhiên, các khẩu đội Đức đã bị buộc phải lùi ra xa do đòn phản pháo bất ngờ từ khẩu pháo 150 li trên tàu HNLMS Johan Maurits van Nassau, đã tiến vào biển Wadden. Feldt liền quyết định sử dụng lại kế hoạch cho quân đổ bộ tại bãi biển North-Holland. Quân Đức đã tìm thấy được vài chiếc xà lan; nhưng tận đến khi Hà Lan đầu hàng thì cuộc đổ bộ mới được tiến hành. Trong khi đang tiến hành vượt hồ thì một chiếc xà lan đã bị chìm, và những người còn ở lại bị mất đường. Lo ngại về cuộc đổ bộ này, ngày 14 tháng 5 Winkelman đã cho những lực lượng nhỏ đến đóng chốt tại "vị trí Amsterdam", trận tuyến phía bắc của Pháo đài Holland dọc theo Kênh đào Biển Bắc.
Ở phía đông, quân Hà Lan dưới sự che chở của sương mù đã rút lui thành công khỏi tuyến Grebbe mà không bị máy bay oanh tạc như đã lo ngại, cũng không bị quân địch truy kích tấn công. Nhưng tại các vị trí phòng thủ mới có vài bất lợi rất lớn: không có điều kiện tình trạng ngập nước và các ụ đất cần thiết để khi chiến hào bị ngập trong đất than bùn, sẽ dùng để chứa một số lượng quân lớn, vẫn chưa được xây dựng, do đó, phần lớn hệ thống công sự đều cần phải được nâng cấp.
Ở IJsselmonde các lực lượng Đức đã chuẩn bị vượt qua Meuze tại Rotterdam, được phòng giữ với khoảng 8 tiểu đoàn quân Hà Lan. Cuộc vượt sông được tiến hành tại hai khu vực. Tại trung tâm thành phố tiến hành mũi tấn công chính, Sư đoàn Thiết giáp số 9 tiến qua cầu Willemsbrug. Tiếp đó trung đoàn Adolf Hitler sẽ vượt sông và hoạt động ngay bên cánh trái của sư đoàn kia còn tại phía đông Rotterdam một tiểu đoàn của lữ đoàn bộ binh số 16 thuộc sư đoàn bộ binh không vận số 22 sẽ qua bằng thuyền. Các cuộc tấn công phụ này có thể ngăn không cho các lực lượng Hà Lan tập hợp lại để có thể cản trở cuộc tiến quân của Sư đoàn Thiết giáp số 9 qua khu vực đô thị nhà cửa sầm uất bị các con kênh đào cắt ngang. Xét theo tình hình và khả năng hạn chế hiện tại, thì sự hỗ trợ của không quân đóng một vai trò rất quan trọng. Ngày 13 tháng 5, Von Küchler, e ngại rằng Anh có thể sẽ tiếp viện cho Pháo đài Holland, đã chỉ thị cho Schmidt: "Cuộc kháng cự tại Rotterdam cần phải bị đè bẹp bằng mọi cách, phải đe doạ và tiến hành huỷ diệt thành phố nếu cần thiết". Về điểm này ông ta có cùng quan điểm với bộ tư lệnh tối cao theo như tuyên bố của Hitler trong Bản hướng dẫn Führer số 11 (Führer -Weisung Nr. 11): "Trên cánh bắc sức mạnh kháng cự của quân đội Hà Lan cho thấy là mạnh hơn ta tưởng. Những lý do về chính trị cũng như quân sự đòi hỏi phải nhanh chóng bẻ gãy sự kháng cự này. (...) Ngoài ra việc chinh phục nhanh chóng được Pháo đài Holland sẽ trở nên dễ dàng hơn nhiều với đòn tấn công tiêu hao dự tính của lực lượng [không quân] hoạt động trong Tập đoàn quân số 6". Theo đó, Không đoàn Ném bom 54, với các máy bay ném bom Heinkel He-111 đã được chuyển từ Tập đoàn quân số 6 sang cho Tập đoàn quân số 8.
Tướng Kurt Student và Schmidt mong muốn một cuộc tấn công có hạn chế sẽ tạm thời làm tê liệt hệ thống phòng thủ, để cho xe tăng có thể đột phá qua các đầu cầu; tránh được sự hủy diệt quy mô lớn đối với thành phố mà sẽ chỉ làm vướng bước tiến của họ. Thế nhưng, tư lệnh Luftwaffe là Hermann Goering, lo lắng cho số phận của các đội quân không vận đang bị bao vây, đã hy vọng buộc được Hà Lan phải đầu hàng ngay lập tức bằng một cuộc ném bom oanh tạc quy mô lớn. Chỉ huy chiến dịch, tướng Otto Hoffman von Waldau, mô tả quan niệm này như là một "giải pháp cấp tiến" [Radikallösung]. Bất chấp những e ngại của Albert Kesselring về mục đích và tính cần thiết của nó, lúc 11h45, 90 máy bay Heinkel đã cất cánh đi thực hiện cuộc ném bom rải thảm tại thành phố cổ Rotterdam.

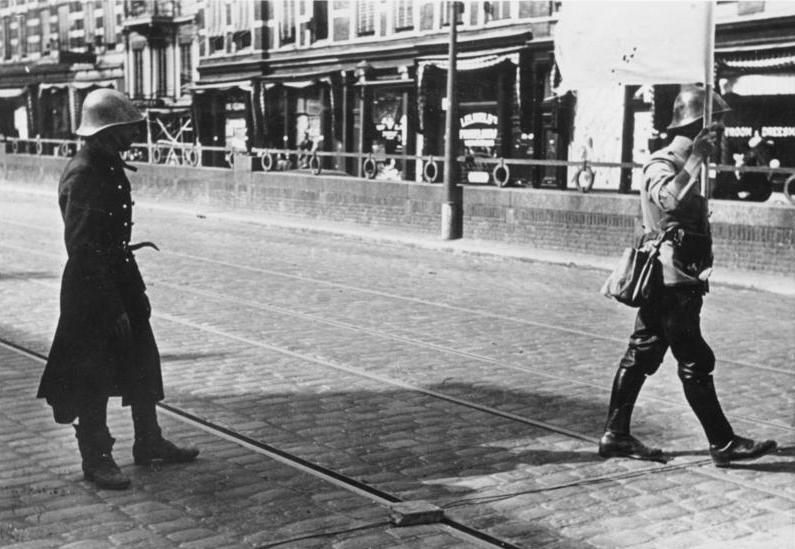
Phái viên Hà Lan đến vị trí của Đức tại Noordereiland

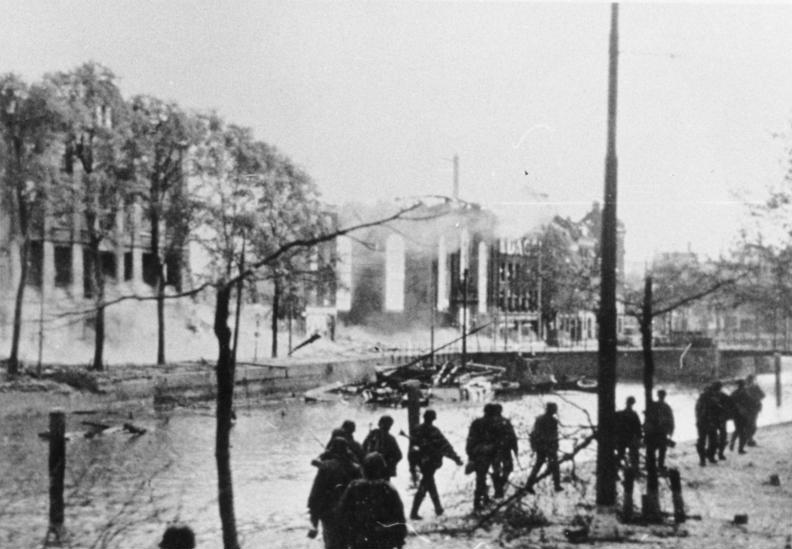
Quân Đức tiến qua một khu vực bị hủy diệt tại Rotterdam

Lúc 9h00 một phái viên Đức đã qua cầu Willemsbrug mang theo tối hậu thư của Schmidt gửi đến tư lệnh quân khu Rotterdam, Đại tá Pieter Scharroo đòi thành phố phải đầu hàng; nếu không nhận được câu trả lời ưng thuận trong vòng 2 tiếng đồng hồ thì "những phương tiện hủy diệt khốc liệt nhất" sẽ được huy động. Thế nhưng, Scharroo chỉ nhận được thông điệp này vào khoảng 10h30. Nhận thấy tình hình chưa đến mức phải đầu hàng, ông ta đã xin mệnh lệnh từ Winkelman. Sau khi nghe báo cáo rằng văn bản đó không được ký mà cũng không đề tên người gửi, Winkelman đã chỉ thị cho Scharroo cử một phái viên Hà Lan đi điều đình nhằm làm rõ vấn đề và tranh thủ thêm thời gian. Lúc 12h15 một viên chỉ huy Hà Lan đã giao tận tay bản đề nghị cho von Choltitz. Trước đó, lúc 12h00, với sự trở lại của phái viên Đức, Schmidt đã phát trên radio một thông điệp rằng cuộc oanh tạc phải hoãn lại do các cuộc đàm phán đã bắt đầu. Ngay sau khi phái viên Hà Lan nhận được tối hậu thư thứ hai, đã được Schmidt ký, trong đó thời gian được dời đến lúc 16h20, vào khoảng 13h20, 2 phi đội Heinkels đã tới nơi, không nhận được một mệnh lệnh triệu hồi nào. Sau này người Đức giải thích đó là kết quả của việc đường dẫn truyền tín hiệu trên không của họ đã bị kéo quá dài. Schmidt lệnh cho đốt những đám lửa đỏ, báo hiệu rằng cuộc oanh tạc bị hủy bỏ, nhưng chỉ có phi đội tới từ phía tây nam là ngừng tấn công sau khi có 3 chiếc máy bay đầu tiên đã thả bom; 54 chiếc Heinkel khác, tiến đến từ phía đông, vẫn tiếp tục trút xuống một số lượng lớn tổng cộng 1.308 quả bom, phá hủy thành phố cổ và giết chết 814 thường dân (trong một thời gian, người ta tin rằng có từ 25.000 đến 30.000 người Hà Lan thiệt mạng trong cuộc oanh tạc này nhưng tại tòa án Nuremberg, chính phủ Hà Lan đã công bố con số là 814). Hỏa lực bắn phá tiếp theo đã phá hủy 24.000 ngôi nhà, làm gần 80.000 cư dân không còn chỗ ở. Lúc 15h50 Scharroo đã ra hàng tướng Schmidt. Cùng lúc ấy Goering ra lệnh cho một tốp máy bay Heinkel ở lại sẽ phải tiến hành cuộc oanh tạc thành phố lần hai nếu không có báo cáo rằng toàn bộ Rotterdam đã bị chiếm đóng. Schmidt khi nghe tin đã vội vàng gửi một thông điệp không mã hóa vào lúc 17h15 đảm bảo rằng Rotterdam sẽ đầu hàng, dù nó chưa diễn ra, và các máy bay ném bom sau đó đã được gọi về vừa đúng lúc.

## Quân đội Hà Lan đầu hàng

Các giai đoạn lãnh thổ Hà Lan bị chiếm đóng

Dù để cho Rotterdam đầu hàng và từ đây quân Đức có thể tiến thẳng vào trung tâm Pháo đài Holland, lúc đầu Winkelman vẫn có ý định tiếp tục chiến đấu. Khả năng những cuộc ném bom khủng bố đã được xét đến từ trước cuộc xâm lăng và nó không được coi là một lý do dẫn đến sự đầu hàng ngay lập tức; chính phủ đã chuẩn bị sẵn các nguồn dự trữ cho việc duy trì hoạt động hiệu quả ngay cả sau sự hủy diệt đối với các đô thị. Khu vực xung quanh Den Haag có thể vẫn chống đỡ được một cuộc tấn công của quân thiết giáp và Tuyến Đường thủy Holland Mới vẫn còn khả năng phòng giữ; dù có thể bị bọc đánh từ phía sau, nhưng nó sẽ khiến người Đức mất thêm nhiều thời gian trì hoãn tại các khu vực đất lấn biển vốn có nhiều trở ngại. Thế nhưng, ông ta đã sớm nhận được thông điệp từ Đại tá Cuno Eduard Willem van Voorst tot Voorst, viên tư lệnh thành phố Utrecht, rằng đã nhận được thông điệp của người Đức yêu cầu phải đầu hàng; và trong các tờ rơi được rải bằng máy bay, Đức công bố rằng chỉ có sự đầu hàng vô điều kiện mới có thể "tránh được số phận của Warsaw". Winkelman kết luận rằng dường như ném bom khủng bố đã trở thành chính sách của Đức nhằm tàn phá bất cứ thành phố nào kháng cự; và do thực tế đã có chỉ thị là phải tránh những đau khổ không cần thiết và dựa theo tình thế đã hoàn toàn vô vọng của quân đội Hà Lan, ông ta đã quyết định đầu hàng. Vào lúc 16h50 tất cả các đơn vị qua máy điện báo đã nhận được mệnh lệnh phải phá hủy tất cả các vũ khí và trang bị sau đó ra hàng bất kỳ một đơn vị Đức nào mà họ bắt liên lạc được. Lúc 17h20 phái viên của Đức tại Den Haag nhận được tin. Khoảng 19h00 Winkelman trong một bài diễn văn trên đài radio đã loan báo thông tin này cho dân chúng Hà Lan và đến lúc này bộ tư lệnh Đức mới nhận thấy rằng Hà Lan đã đầu hàng: cho đến lúc đó các đội quân Hà Lan nói chung vẫn trốn tránh đối phương và chưa chịu bắt liên lạc.
Ở Hà Lan lúc này Winkelman đang giữ vai trò kiêm cả quyền hạn tổng tư lệnh quân đội Hà Lan lẫn người đứng đầu quyền hành pháp của đất nước. Điều này tạo nên một tình trạng tương đối nhập nhằng. Từ ngày 14 tháng 5 viên tư lệnh Hải quân Hoàng gia Hà Lan, phó đô đốc Johannes Furstner, đã rời bỏ đất nước để tiếp tục chiến đấu. Các tàu thuyền của hải quân Hà Lan cũng không đầu hàng, 8 tàu biển và 4 chiếc tàu thủy chưa hoàn thiện đã bỏ đi, vài tàu nhỏ hơn bị bắn chìm và 9 chiếc khác lên đường tới Anh ngày 14 tháng 5, riêng tàu Johan Maurits van Nassau đã bị máy bay ném bom Đức đánh đắm trong lúc đang vượt thoát. Chỉ huy cảng Den Helder, căn cứ hải quân chính của Hà Lan, là thiếu tướng hải quân Hoyte Jolles, xác định rằng căn cứ của ông ta, với lực lượng đồn trú 10.000 người, có lực lượng không quân riêng và hệ thống phòng thủ mạnh trên bộ, sẽ tiếp tục chiến đấu. Thế nhưng Winkelman đã không mấy khó khăn khi thuyết phục ông ta tuân thủ mệnh lệnh đầu hàng của mình. Một bộ phận lớn trong quân đội Hà Lan đều miễn cưỡng thừa nhận sự đầu hàng, đặc biệt là những đơn vị chỉ mới bắt đầu chiến đấu, như quân đoàn số 3, số 4 và lữ đoàn A.

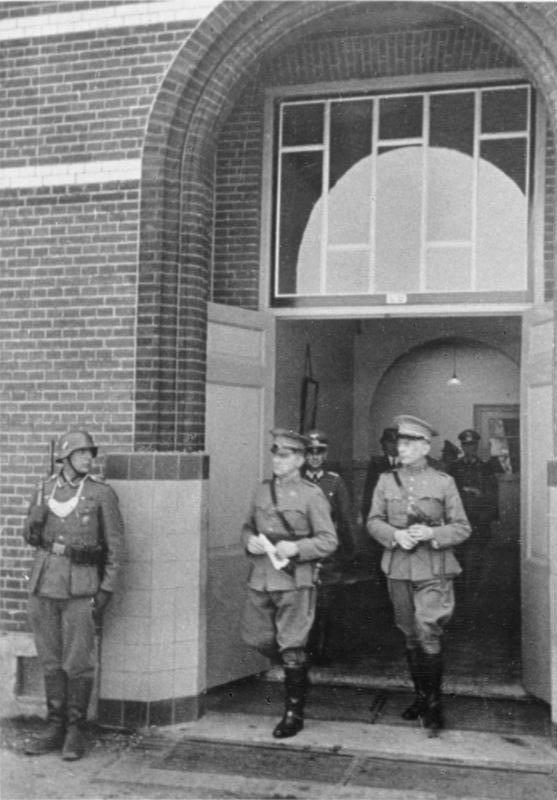
Winkelman, bên tay trái, đang rời khỏi ngôi trường nơi diễn ra cuộc đàm phán

Lúc 5h00 ngày 15 tháng 5 một phái viên của Đức đã tới Den Haag và mời Winkelman đến Rijsoord gặp von Küchler để đàm phán về những điều khoản của văn bản đầu hàng được thảo ra. Cả hai nhanh chóng đồng ý hầu hết các điều kiện, Winkelman tuyên bố giao lại quân đội, các lực lượng hải quân và không quân. Khi von Küchler đề nghị các phi công Hà Lan sẽ tiếp tục chiến đấu bên cạnh không quân Đức, thì sự từ chối của Winkelman đã cho họ hiểu rằng sự đầu hàng chỉ áp dụng với lực lượng vũ trang trong nước, chứ không phải cả đất nước Hà Lan. Đối với các điểm còn lại, hai bên đã nhanh chóng đạt được thoả thuận và văn kiện được ký lúc 10h15 cùng ngày. Chỉ sau 5 ngày chiến đấu, quân Đức đã loại được Hà Lan ra khỏi vòng chiến, góp phần đến sự thảm bại của liên quân các nước dân chủ phương Tây trong chiến dịch năm 1940.

## Cuộc tấn công Zeeland
Tỉnh Zeeland đã chống lại sự đầu hàng và vẫn tiếp tục chiến đấu trong mục tiêu chung của đồng minh bên cạnh quân Pháp. Các lực lượng Hà Lan trong tỉnh, đặt dưới quyền thiếu tướng hải quân Hendrik Jan van der Stad, cấp dưới trực tiếp của Winkelman, bao gồm 8 tiểu đoàn hoàn chỉnh có cả lục quân và hải quân. Khu vực này nằm do hải quân kiểm soát do ưu thế của cảng biển Vlissingen trên đảo Walcheren kiểm soát cửa sông Tây Scheldt, lối ra vào cảng Antwerp. Trong khi các đảo ở phía bắc tỉnh chỉ có vài trung đội phòng thủ và tại Zeeuws-Vlaanderen - vùng Flanders thuộc Hà Lan - hầu hết quân Đồng minh đã rút đi, thì tại Zuid-Beveland, bán đảo phía đông Walcheren, quân chủ lực Hà Lan đã được tập trung lại để chặn tuyến đường dẫn đến Vlissingen. Zuid-Beveland nối liền với bãi biển Bắc Brabant qua một eo đất; ở đoạn cuối hẹp nhất về phía đông của eo đất người ta thiết lập vị trí Bath với một tiểu đoàn bộ binh đóng giữ, còn ở đầu phía tây là vị trí Zanddijk lớn hơn, do 3 tiểu đoàn Hà Lan phụ trách bảo vệ.
Từ ngày 11 tháng 5 khu vực này đã được tăng cường thêm 2 sư đoàn bộ binh Pháp: sư đoàn bộ binh số 60, một sư đoàn hạng B, và sư đoàn bộ binh hải quân số 68 mới thành lập. Một số trang bị được đưa đến bằng thuyền qua cảng Vlissingen. Tuy nhiên hầu hết lực lượng của các sư đoàn này đã ở lại phía nam cửa sông Tây Scheldt tại Zeeuws-Vlaanderen nơi đang có 8 tiểu đoàn Hà Lan và 2 đại đội biên phòng: chỉ có 2 trung đoàn Pháp được phái lên bờ bắc. Ngày 13 tháng 5 quân Hà Lan được đặt dưới quyền chỉ huy của bộ tư lệnh chiến dịch Pháp, và sư đoàn bộ binh số 68 được chuyển giao sang cho tập đoàn quân số 7. Thế nhưng việc phối hợp tác chiến giữa 2 nước đồng minh này vẫn còn chứa đựng nhiều vấn đề rắc rối do hệ thống liên lạc yếu kém, cũng như những bất hòa và khác biệt trong chiến lược. Hà Lan đoan chắc rằng các vị trí Bath và Zanddijk có khả năng kháng cự rất cao nhờ địa thế đất lấn biển mở rộng và tình trạng ngập nước thường xuyên nhưng người Pháp lại không mấy tin tưởng vào ý nghĩa của chúng và cho đóng quân đội của mình tại những nơi mà họ cho là đáng chú ý hơn: lữ đoàn số 271 thuộc sư đoàn bộ binh số 68 trong đêm ngày 13 tháng 5 đã chiếm đóng kênh đào xuyên Zuid-Beveland, và lữ đoàn số 224 thuộc sư đoàn bộ binh số 60 được bố trí tại tuyến đường thủy Sloe ngăn cách đảo Walcheren với Zuid-Beveland, mặc dù họ không có thời gian để tiến hành bố trí phòng ngự tại đó một cách đầy đủ. Những bất đồng này đã ngăn cản các lực lượng Đồng minh tập trung lại để chiến đấu một cách hiệu quả, và giúp cho quân Đức, mặc dù yếu thế hơn về số lượng, dễ dàng lần lượt đánh bại họ.
Ngày 14 tháng 5 quân Đức đã chiếm được gần như toàn bộ Bắc Brabant. Sư đoàn SS-Standarte Deutschland tiến nhanh về phía tây Scheldt và cắt đường rút lui của nhóm trinh sát trực thuộc sư đoàn bộ binh số 27, đơn vị này sau đó bị tiêu diệt trong trận phòng thủ Bergen-op-Zoom, và tiến đến vị trí Bath. Tinh thần của quân phòng thủ, bị dao động do những thông tin về việc rút chạy của quân Hà Lan về phía tây, lại càng suy sụp hơn nữa khi biết tin Winkelman đã đầu hàng; nhiều binh lính kết luận rằng tiếp tục chiến đấu vì tỉnh lị cuối cùng còn lại này là vô ích. Cuộc pháo kích chuẩn bị đầu tiên của Đức bắn vào vị trí này tối ngày 14 tháng 5 đã khiến các sĩ quan chỉ huy bỏ mặc quân đội mà đào ngũ; và đội quân đồn trú sau đó cũng tháo chạy.
Sáng ngày 15 tháng 5 sư đoàn Deutschland đã tới vị trí Zanddijk. Cuộc tấn công đầu tiên diễn ra vào khoảng 8h00 sáng tại các tiền đồn ở phía nam đã bị đẩy lui, do quân Đức gặp khó khăn khi phải tiến quân trên một con đê hẹp băng qua vùng ngập nước, mặc dù phía Đức có cả máy bay ném bom bổ nhào tham chiến. Tuy vậy, cuộc oanh tạc do các máy bay này tiến hành cũng làm cho các tiểu đoàn đóng giữ những vị trí chủ yếu bỏ chạy, và đến khoảng 14h00 toàn bộ vị trí này đã bị bỏ ngỏ, dù ở khu phía nam đã có tàu phóng ngư lôi L'Incomprise của Pháp đến trợ chiến.
Ngày 16 tháng 5 sư đoàn Deutschland, cách vị trí Zanddijk vài dặm về phía tây, đã tiếp cận kênh đào xuyên Zuid-Beveland, nơi đóng quân của trung đoàn bộ binh số 271 Pháp. Trung đoàn này mới chỉ tiến quân một phần nào và giờ đã được tăng cường với 3 tiểu đoàn vừa rút lui của Hà Lan. Sáng ngày hôm đó một cuộc oanh tạc của không quân Đức đã lại một lần nữa đánh tan tuyến phòng thủ, trước cả khi cuộc tấn công trên bộ bắt đầu; đợt xung phong đầu tiên của Đức vào khoảng 11h00 đã dẫn đến sự sụp đổ hoàn toàn của phòng tuyến đối phương. Tuy nhiên cuộc tấn công đầu tiên trong buổi tối cùng ngày hôm đó nhằm chiếm lấy con đập dài 8000 mét trên tuyến đường thủy Sloe, con đường rút lui của hầu hết các toán quân Pháp để về Walcheren, đã kết thúc thất bại. Trong ngày 16 tháng 5 này hòn đảo Tholen cũng lọt vào tay quân Đức, và hôm sau đến lượt đảo Schouwen-Duiveland.
Trong ngày 17 tháng 5, những viên chỉ huy tàn quân Hà Lan ở Nam Beveland đã cự tuyệt mệnh lệnh trực tiếp của cấp trên là cho công kích vào sườn quân Đức. Cùng ngày hôm ấy cuộc tấn công thứ hai của Đức vào ban đêm qua đập Sloe lại một lần nữa thất bại vào lúc 3h00 sáng. Quân Đức liền kêu gọi hòn đảo đầu hàng, sau khi bị từ chối họ cho ném bom rải thảm xuống các đô thị Arnemuiden, Vlissingen và Middelburg, thủ phủ của tỉnh Zeeland, mặc dù đó là một thành phố hoàn toàn không có bố phòng. Cuộc oanh tạc dữ dội đã làm quân phòng thủ, phần lớn là người Pháp, bị suy sụp tinh thần và khoảng giữa trưa quân Đức đã xoay xở thiết lập được một đầu cầu để tấn công. Số ít quân Hà Lan còn lại tại Walcheren, lực lượng vào khoảng 3 đại đội, đã chấm dứt kháng cự và ra hàng. Đến tối hôm ấy quân Đức đe dọa sẽ đánh tan đội quân Pháp đang tháo chạy vào Vlissingen, nhưng nhờ một cuộc đánh chặn dũng cảm do chuẩn tướng Marcel Deslaurens chỉ huy, tại đó ông đã bị hy sinh, mà hầu hết quân đội Pháp đã sơ tán qua được cửa sông Tây Scheldt.
Sau khi Noord-Beveland đầu hàng ngày 18 tháng 5, Zeeuws-Vlaanderen là vùng lãnh thổ Hà Lan cuối cùng còn chưa bị chiếm đóng. Toàn bộ quân Hà Lan đóng tại đây đã theo lệnh của Pháp rút đi ngày 19 tháng 5 để đến Ostend thuộc Bỉ, do tình hình lúc này họ đang mất tinh thần và tổ chức bị rối loạn, không thể tiếp tục chiến đấu. Đến ngày 27 tháng 5 toàn bộ vùng Zeeuws-Vlaanderen đã bị lọt vào tay quân Đức.

## Hậu quả
Sau khi Hà Lan bị đánh bại, Nữ hoàng Wilhelmina đã thành lập một chính phủ lưu vong tại Anh. Cuộc chiếm đóng chính thức của Đức bắt đầu ngày 17 tháng 5 năm 1940 và kéo dài trong 5 năm, trong thời gian đó có trên 250.000 người Hà Lan bị chết, trước khi đất nước được giải phóng. Thắng lợi của phát xít Đức trong Trận Hà Lan, cũng như trong Trận chiến nước Pháp sau đó, đã khiến cho các thuộc địa của thực dân Hà Lan và Pháp ở phương Đông bị sơ hở và trở thành con mồi ngon cho Đế quốc Nhật Bản.